# COVID-19-Pandemie in Hessen

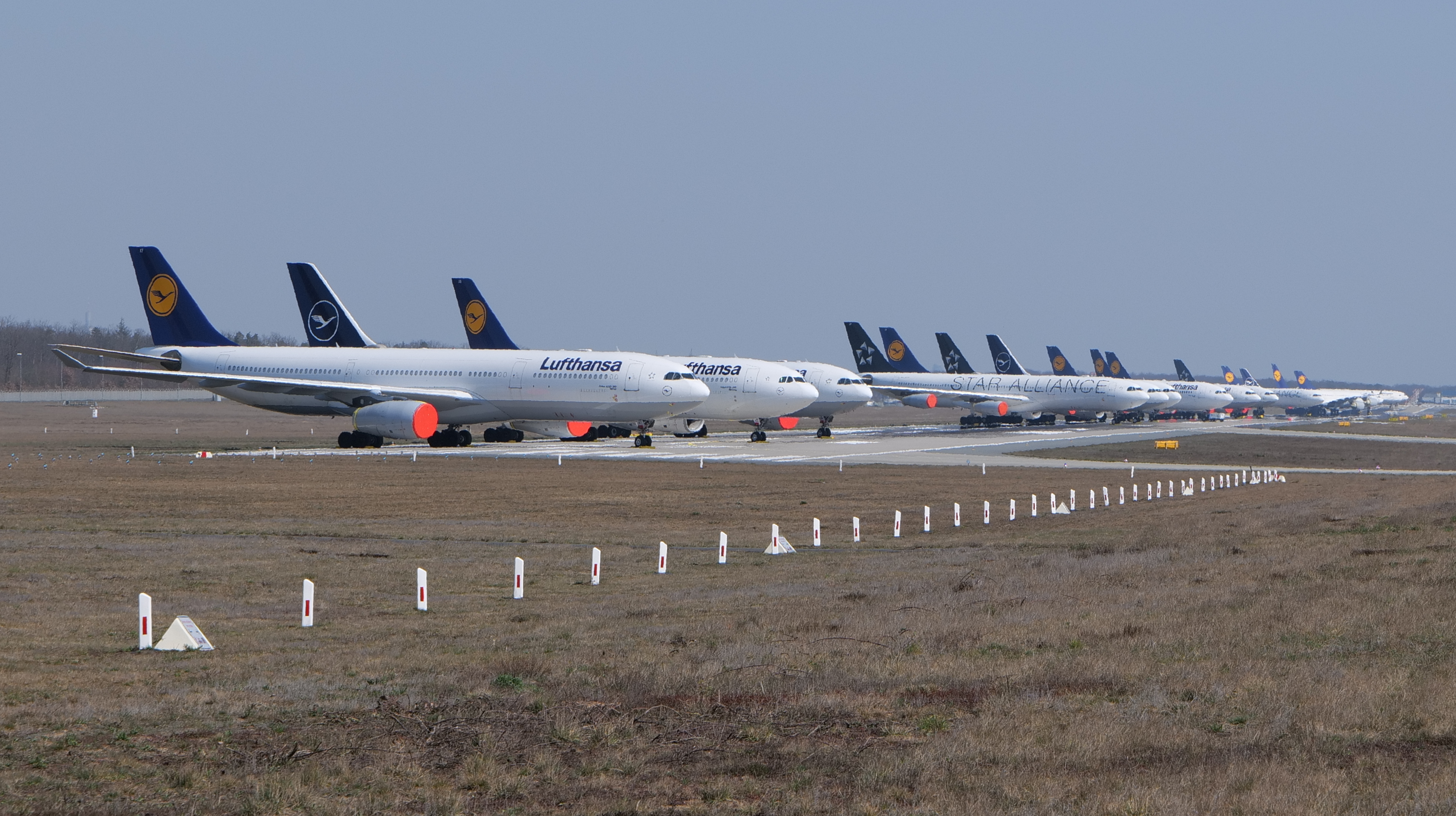
Auf der Landebahn Nordwest des Frankfurter Flughafens geparkte Flugzeuge Ende März 2020

Die COVID-19-Pandemie tritt in Hessen seit 2020 als Teil der weltweiten COVID-19-Pandemie und im Besonderen der COVID-19-Pandemie in Deutschland auf. Die Pandemie betrifft die neuartige Erkrankung COVID-19. Diese wird durch das Virus SARS-CoV-2 aus der Gruppe der Coronaviridae ausgelöst und verursacht hauptsächlich Atemwegserkrankungen. Seit dem 11. März 2020 stufte die Weltgesundheitsorganisation (WHO) das Ausbruchsgeschehen des neuartigen Coronavirus als weltweite Pandemie ein.

## Verlauf

### 1. Quartal 2020

#### Februar 2020
Am 2. Februar wurde bei zwei von etwa 100 Personen, die aus Wuhan evakuiert wurden, das Coronavirus festgestellt. Sie wurden von der Südpfalz-Kaserne zum Universitätsklinikum Frankfurt gebracht und dort behandelt.
Am 27. Februar wurde in Wetzlar der erste Infizierte in Hessen diagnostiziert. Es handelte sich um einen 31-jährigen Mann, der aus Norditalien zurückgekehrt war.
Am 28. Februar wurden zwei weitere Fälle im Hochtaunus und Gießen identifiziert. Der Fall aus dem Hochtaunus stand mit jenem aus Wetzlar in Verbindung. Bei jenem aus Gießen handelte es sich um eine Studentin, die sich beim Karneval in NRW infizierte.
Am 29. Februar wurde ein weiterer Infizierter gemeldet: Es handelte sich um den Partner der Studentin aus Gießen.

#### März 2020
Am 1. März wurden drei infizierte Personen aus Frankfurt und eine Person aus Groß-Gerau gemeldet, die alle im Zusammenhang mit den Fällen in Gießen standen. Insgesamt gab es in Hessen 8 Fälle.
Am 3. März wurde eine Person aus Hanau im Main-Kinzig-Kreis positiv getestet. Dies war der 12. Fall in Hessen. Die Ansteckungsquelle war unbekannt.
Am 4. März gab es den ersten Fall in Nordhessen im Kreis Waldeck-Frankenberg. Auch ein Mitarbeiter der Deutschen Bahn aus Frankfurt wurde positiv getestet. Insgesamt stieg die Zahl der Infizierten in Hessen auf 13.
Am 7. März mussten 99 Schüler sowie 10 Betreuer der Martin-Luther-Schule im südhessischen Rimbach in Quarantäne, weil ein Schüler nach der Rückreise aus Südtirol als infiziert getestet worden war.
Am 12. März wurden im Main-Kinzig-Kreis zwei Personen, die mit einer Rückkehrerin aus Italien in Verbindung standen, als infiziert gemeldet. Zudem gab es derzeit drei infizierte Mitarbeiter der Main-Kinzig-Kliniken.
Am 18. März wurde der erste Tote durch COVID-19 in Hessen gemeldet. Es handelte sich um einen Mann, der in Wiesbaden behandelt wurde. Zum damaligen Zeitpunkt gab es etwa 380 Infektionen.
Am 19. März waren in Hessen über 1000 Fälle von COVID-19 bekannt. Mit einer 89-jährigen Frau gab es in Wiesbaden den zweiten Todesfall.
Am 20. März wurde in Flörsheim ein Coronavirus-Infizierter tot in der Wohnung aufgefunden, als ihm die Nachricht der Infektion überbracht werden sollte. Bei einem Arzt am Klinikum Werra-Meißner wurde die Infektion festgestellt. Auch im Frankfurter Gesundheitsamt gab einen SARS-CoV-2-Fall. Die Bürgermeister von Eschborn und Königstein mussten in Quarantäne.
Am 23. März wurden zwei Infizierte bei Eintracht Frankfurt gemeldet. In Hessens Kliniken gab es zu diesem Zeitpunkt 1.800 Betten auf Intensivstationen und 1.400 Beatmungsgeräte, was etwa einem Intensivbett pro 3.300 Einwohner entspricht.
Am 24. März wurden bei der deutschen Bahn 77 Infizierte bestätigt. In Darmstadt starb ein 89-jähriger Mann. Es war der fünfte COVID-19-Todesfall in Hessen.
Am 25. März waren in Hessen über 2000 Fälle von COVID-19 bekannt.
Am 26. März wurde die erste Tote im Main-Kinzig-Kreis gemeldet. In Frankfurt wurden bereits 28,2 Infektionen pro 100.000 Einwohner gemeldet. Zu diesem Zeitpunkt lag Frankfurt damit auf Platz 22 der Großstädte in Deutschland.
Am 28. März gab es den ersten COVID-19-Toten im Schwalm-Eder-Kreis. 20 Personen eines Seniorenheims hatten sich infiziert.
Am 29. März starb ein Mann im Landkreis Marburg-Biedenkopf in Folge der Infektion mit SARS-CoV-2.
Am 30. März gab es den ersten Toten im Landkreis Fulda. Zu diesem Zeitpunkt gab es in Hessen 10 Tote und fast 3000 Infizierte, darunter 10 in einem Altenheim in Herborn. 70 Hessen saßen in Pakistan fest.
Am 31. März waren in Hessen insgesamt 3900 Fälle von SARS-CoV-2-Infektionen und 21 Tote bekannt.

### 2. Quartal 2020

#### April 2020
Am 3. April verstarb die erste Person im Vogelsbergkreis an einer SARS-CoV-2-Infektion. Es handelte sich um einen 55-Jährigen ohne nennenswerte Vorerkrankungen.
Mit Stand vom 7. April wurden laut DIVI in hessischen Kliniken ca. 170 Patienten intensivmedizinisch wegen COVID-19 behandelt. Die bezogen auf 100.000 Einwohner derzeit am stärksten betroffenen Kreise waren: Schwalm-Eder-Kreis (150), Odenwaldkreis (141), Limburg-Weilburg (117). Insgesamt waren 4837 Fälle von Infizierten und ca. 100 Todesfälle bekannt.
Am 12. April waren von insgesamt 656 im DIVI registrierten Intensivbetten 422 belegt und 234 frei. Es wurden 84 Patienten wegen COVID-19 behandelt, 72 davon wurden beatmet.
Am 17. April gab es im Landkreis Gießen den ersten Todesfall. Die bezogen auf 100.000 Einwohner am stärksten betroffenen Kreise waren der Odenwaldkreis (239), der Schwalm-Eder-Kreis (213) und der Landkreis Hersfeld-Rotenburg (150). Insgesamt waren 6705 Infizierte und 197 Todesfälle bekannt. Laut DIVI-Register befanden sich 180 Fälle wegen COVID-19 in Behandlung, 137 wurden beatmet. Von etwa 2000 registrierten Intensivbetten waren noch mehr als 800 frei.
Am 25. April waren zwei Kreise besonders stark betroffen: Der Odenwaldkreis (mit 331 Fällen pro 100.000 Einwohnern) und der Schwalm-Eder-Kreis (mit 249 Fällen pro 100.000 Einwohnern). Hessen lag insgesamt mit 120 Fällen pro 100.000 Einwohnern im Mittelfeld der Bundesländer.
Am 27. April ist ein Mitarbeiter des Alsfelder Krankenhauses an COVID-19 verstorben.
Am 28. April waren über 8000 Infizierte bekannt.
Am 30. April waren mehr als 350 Todesfälle bekannt. Die bezogen auf 100.000 Einwohner am stärksten betroffenen Kreise waren der Odenwaldkreis (363) und der Schwalm-Eder-Kreis (259). Laut DIVI-Register befanden sich 188 Fälle wegen COVID-19 in Behandlung, 140 wurden beatmet. Von etwa 2500 registrierten Intensivbetten waren noch mehr als 900 frei. Die gemeldeten Kapazitäten hinsichtlich Beatmungskapazitäten waren in den meisten Kliniken überwiegend noch frei. Lediglich die Hochtaunus-Kliniken In Usingen, die Asklepios Klinik Bad König sowie die Main-Kinzig-Kliniken in Schlüchtern und Gelnhausen waren an der Kapazitätsgrenze.
Insgesamt wurden im April 340 neue Todesfälle bei rund 5000 Infektionen bekannt.

#### Mai 2020
Am 5. Mai wurde ein COVID-19-Fall Gegenstand staatsanwaltschaftlicher Ermittlungen, da der zuvor infizierte Mann als geheilt aus der Klinik entlassen wurde und anschließend verstarb.
Am 7. Mai waren über 8.700 Infizierte und nahezu 400 Todesfälle bekannt. Die bezogen auf 100.000 Einwohner am stärksten betroffenen Kreise waren der Odenwaldkreis (388) und der Schwalm-Eder-Kreis (269). Die Inzidenz der anderen Hessischen Kreise lag unter 200 Infizierten je 100.000 Einwohner. Bundesweit lag Hessen mit einer Inzidenz von unter 140 immer noch im Mittelfeld der Länder.
Am 12. Mai wurde ein Kind in einer Kita in Langenbieber positiv getestet. Tests der Kontaktpersonen bleiben aber negativ. Am Abend des gleichen Tages berichtete die Hessenschau über das Altenheim Eben-Ezer in Gudensberg, in dem bereits 13 Bewohner an COVID-19 gestorben waren. Der Leiter kritisiert das Fehlen flächendeckender Tests wie bei Fußballern, mit denen das Schlimmste hätte verhindert werden können.
Am 15. Mai waren knapp 9.200 Infizierte und gut 420 Todesfälle bekannt. Die bezogen auf 100.000 Einwohner am stärksten betroffenen Kreise waren der Odenwaldkreis (407) und der Schwalm-Eder-Kreis (278). Die Inzidenz der anderen Hessischen Kreise lag weiterhin unter 200 Infizierten je 100.000 Einwohner. Bundesweit lag Hessen mit einer Inzidenz von 146 immer noch im Mittelfeld der Länder. In keinem Landkreis kam es zu einer Überschreitung der kritischen Marke von 50 Neuinfektionen je Woche und 100.000 Einwohner. Der höchste Wert war im Odenwaldkreis (20) zu verzeichnen. Die Infektionstätigkeit der zurückliegenden 7 Tage lag insgesamt nur bei nur etwa 400 neuen Fällen. Laut DIVI wurden an diesem Tag 110 Personen wegen COVID-19 behandelt. Davon wurden 78 beatmet.
Am 20. Mai wurden in einer Flüchtlingsunterkunft in Frankfurt-Bockenheim 65 Infektionen bei den Geflüchteten und 2 bei Bediensteten bekannt. Zeitgleich wurde eine Kita in Karben geschlossen, nachdem bei einem Kind eine Infektion festgestellt worden war. Obwohl alle Personen später negativ getestet wurden, mussten die meisten Kontaktpersonen bis zum 29. Mai in Quarantäne. Am Folgetag wurden weitere 7 Infizierte gefunden.
Am 22. Mai waren die bezogen auf 100.000 Einwohner am stärksten betroffenen Kreise immer noch der Odenwaldkreis (415) und der Schwalm-Eder-Kreis (285). Bundesweit lag Hessen mit einer Inzidenz von 154 immer noch im Mittelfeld. In keinem Landkreis kam es zu einer Überschreitung der neuen kritischen Marke von 30 Neuinfektionen je Woche und 100.000 Einwohner. Die höchste Werte waren in Offenbach und Wiesbaden mit ca. 12 zu verzeichnen. Die Infektionstätigkeit der zurückliegenden 7 Tage lag insgesamt bei etwa 450 neuen Fällen hessenweit. Laut DIVI wurden derzeit 92 Personen wegen COVID-19 behandelt. Davon wurden 56 beatmet. Etwa 800 von fast 2500 Intensivbetten waren noch frei. In 97 registrierten Kliniken waren die meisten Behandlungskapazitäten frei oder nur teilweise belegt. Nur die Asklepios Kliniken in Bad König und Bad Salzhausen sowie die Hochtaunus-Kliniken in Usingen, das Marienkrankenhaus Kassel und die Main-Kinzig-Kliniken am Standort Schlüchtern meldeten, dass alle Kapazitäten belegt seien.
Am 23. Mai wurde bekannt, dass sich innerhalb der Frankfurter Gemeinde der Evangeliumschristen-Baptisten nach einem Gottesdienst am 10. Mai mindestens 40 Menschen mit dem Coronavirus infiziert haben. Am 24. Mai stieg die Zahl der bekannten infizierten Fälle im Umfeld der Gemeinde auf über 100 an, am 28. Mai auf über 200. Wie sich herausstellte, trugen die Teilnehmer keinen Mundschutz und verzichteten nicht auf gemeinsamen Gesang, was allerdings nach den hessischen Regelungen für Gottesdienste ebenso wenig vorgeschrieben war wie das Führen einer Teilnehmerliste. Die 7-Tage Inzidenz stieg damals erstmals seit März wieder über die der Vorwoche.
Am 24. Mai wurden in Wiesbaden 2 Altenheime unter Quarantäne gestellt. Nach aktuellen Daten tritt jeder 2. Tote durch COVID-19 in Altenheimen auf. Trotzdem gibt es dort keine flächendeckenden Tests.
Am 28. Mai wurden 22 Schüler und 2 Lehrer einer Schule in Gießen in Quarantäne geschickt, nachdem ein Schüler positiv getestet wurde.
Am 29. Mai waren die bezogen auf 100.000 Einwohner am stärksten betroffenen Kreise wieder der Odenwaldkreis (420) und der Schwalm-Eder-Kreis (287). Bundesweit lag Hessen mit einer Inzidenz von 160 immer noch im Mittelfeld. In keinem Landkreis kam es zu mehr als 10 Neuinfektionen je Woche und 100.000 Einwohner. Der Vogelsbergkreis und der Lahn-Dill-Kreis waren ohne jegliche Neuinfektion. Die Infektionstätigkeit der zurückliegenden 7 Tage lag insgesamt bei etwa 330 neuen Fällen hessenweit.
Am 30. Mai waren über 10.000 Infizierte in Hessen bekannt. Laut Intensivregister werden aktuell 61 Patienten wegen COVID-19 behandelt. Davon werden 30 beatmet. Etwa 730 Intensivbetten waren noch frei. Nur noch die Asklepios Klinik in Bad König, die Neurologische Klinik Bad Salzhausen, die Kliniken in Usingen und die Main-Kinzig-Kliniken am Standort Schlüchtern meldeten alle Kapazitäten als belegt. In 18 von 96 gemeldeten Kliniken gab es ECMO-Kapazitäten. Davon waren 4 voll belegt.
Am 31. Mai wurde eine Infektion in einer Lufthansamaschine bekannt. Es handelt sich um eine von 200 Personen, die aus China zurückgeholt wurden und die bei Abflug noch negative Tests hatten.
Ende Mai waren in Hessen 480 Todesfälle bekannt. Insgesamt wurden im Mai 125 neue Todesfälle und 1730 neue Infektionen bekannt.

#### Juni 2020
Am 1. Juni lag die 7-Tage-Inzidenz wieder unter der der Vorwoche und auch auf dem niedrigsten Niveau seit März.
Am 3. Juni kam es zu einer Schlägerei in einem Zug, bei der die Polizei eingreifen musste, nachdem ein Mann keine Schutzmaske tragen wollte.
Am 4. Juni wurde eine Grundschule in Korbach geschlossen, nachdem eine Sozialarbeiterin einer Schule Corona-positiv war. Am Folgetag wurde ein weiterer Fall bekannt. Daraufhin wurde die Schule für 2 Wochen geschlossen.
Am 6. Juni lag Hessen mit 163 Infektionen je 100.000 Einwohner auf Platz 9 der Bundesländer. In keinem Landkreis kam es zu mehr als 13 Neuinfektionen je Woche und 100.000 Einwohner. Aktuell zeigen die Landkreise Hersfeld-Rotenburg und Fulda die höchsten Werte. Die anderen Landkreise lagen unter einem Wert von 5. Die Landkreise Limburg-Weilburg, Lahn-Dill-Kreis, Marburg-Biedenkopf, Vogelsbergkreis, Gießen sowie Darmstadt waren gänzlich ohne Neuinfektion. Die Infektionstätigkeit der zurückliegenden 7 Tage lag insgesamt bei unter 170 neuen Fällen. Laut DIVI werden aktuell 45 Patienten wegen COVID-19 behandelt. Davon werden 27 beatmet. Etwa 770 Intensivbetten waren frei, dabei meldeten die Kliniken des Main-Taunus-Kreises, die Asklepios Schlossberg Klinik Bad König, die Asklepios Neurologische Klinik Bad Salzhausen, die Main-Kinzig-Kliniken in Gelnhausen und Schlüchtern sowie die Hochtaunus-Kliniken Usingen, das St. Elisabethen-Krankenhaus Frankfurt und die Hessenklinik Korbach weitgehend oder vollständig belegte Kapazitäten. In 19 der gemeldeten Kliniken gab es ECMO-Kapazitäten. Davon waren 3 voll belegt.
Am 12. Juni wurde ein Asylbewerberheim in Maintal unter Quarantäne gestellt, nachdem dort drei Fälle festgestellt wurden. Die Quarantäne wurde am 17.06. wieder aufgehoben, nachdem weitere Tests durchweg negative Befunde lieferten.
Am 13. Juni lag Hessen mit 165 Infektionen je 100.000 Einwohner erneut auf Platz 9 in Deutschland. Bis auf Hersfeld-Rotenburg lagen alle Landkreise unter 4 Neuinfektionen je Woche und 100.000 Einwohner. Allerdings waren nur noch Waldeck-Frankenberg der Vogelsbergkreis ohne Neuinfektion. Die Infektionstätigkeit der zurückliegenden 7 Tage lag insgesamt bei gut 130 neuen Fällen. Laut DIVI wurden aktuell 35 Patienten wegen COVID-19 behandelt. Davon wurden 24 beatmet.
Am 15. Juni wurde in Hessen die bis dato niedrigste Zahl wöchentlicher Neuinfektionen erfasst.
Am 16. Juni wurden 8 Coronafälle in einem Einkaufszentrum in Dreieich-Sprendlingen bekannt. Nach Aussagen der Gesundheitsbehörden befanden sich 281 Covid-19-Patienten in Krankenhäusern. 39 davon waren beatmungspflichtig.
Am 18. Juni sind im Kasseler Stadtteil Bettenhausen 20 Bewohner eines Hauses positiv getestet worden. Da sich darunter auch zwei Grundschulkinder befanden, wurde die betreffenden Schule für den Folgetag geschlossen und weitere Untersuchungen im Umfeld angeordnet. Auch im LK Hersfeld-Rotenburg wurde an der Lingg-Schule und der Ernst-von-Harnack-Schule sowie an der Kirchheimer Grundschule Aulatal Infektionen festgestellt. Landrat Michael Koch kritisierte, dass sich nicht alle Kontaktpersonen der Infizierten an die Quarantäne gehalten hätten und einige Kinder trotzdem in die Schule geschickt worden seien.
Am 19. Juni lag Hessen bei 169 Infektionen je 100.000 Einwohner. Die Infektionstätigkeit der letzten 7 Tage war insgesamt mit 190 wieder etwas angestiegen. Die am meisten betroffenen Landkreise waren Hersfeld-Rotenburg (17) und der Werra-Meißner-Kreis (11). Nur Darmstadt und der Vogelsbergkreis waren weiterhin infektionsfrei. In Hessens Kliniken wurden aktuell 28 Patienten wegen COVID-19 intensivbehandelt, davon 21 beatmet. In Hersfeld-Rotenburg waren mehr als 50 Schüler und Lehrer in Isolation.
Am 20. Juni wurde der 500ste Tote im Zusammenhang mit COVID-19 gemeldet. An einer Frankfurter Grundschule wurde ein Fall von Corona bekannt.
Am 22. Juni wurden mehrere Mitarbeiter der Firma Amazon in Bad Hersfeld positiv getestet. Die Zahl erhöhte sich später auf nahezu 50 Personen.
Am 23. Juni wurde eine Erzieherin einer Kita positiv getestet. Gleichzeitig wurde bekannt, dass im Vogelsbergkreis 14 Personen positiv getestet worden waren, jedoch alle Nachtests sich als negativ herausstellten. Landrat und Gesundheitsdezernent führten die Diskrepanzen darauf zurück, „dass in dem beauftragten Labor in Mainz nur auf ein Gen des Virus getestet werde und nicht auf mindestens zwei.“
Am 25. Juni wurde bei einer Lerngruppe der Lindenschule in Hanau das Coronavirus entdeckt. 21 Schülern, 5 Lehrern und zwei Personen waren infiziert. Auch in Biebergemünd-Wirtheim wurden Fälle entdeckt, worauf am Folgetag die Grundschule geschlossen wurde.
Am 26. Juni lag Hessen bei 171 Infektionen je 100.000 Einwohner auf Platz 8 der Bundesländer. Die Infektionstätigkeit der letzten 7 Tage war mit etwas über 200 erneut leicht angestiegen. Die am meisten betroffenen Landkreise waren Hersfeld-Rotenburg und Frankfurt. Der Vogelsbergkreis, der Lahn-Dill-Kreis, der Kreis Limburg-Weilburg und der Odenwaldkreis waren zuletzt infektionsfrei. In Hessens Kliniken werden aktuell noch 28 Patienten wegen COVID-19 intensiv behandelt, davon 18 beatmet.
Am 29. Juni wurde eine Schülerin in Idstein positiv getestet. Die Mitschüler und die Lehrkraft der betroffenen Klasse mussten sich in eine 2-wöchige Quarantäne begeben. Auch wurde bekannt, dass die Fälle aus Biebergemünd der Vorwoche 3 Reiserückkehrer aus Indien betreffen, die mit einem Restaurant im Zusammenhang stehen, welches als Konsequenz geschlossen wurde.
Am 30. Juni hatte Hessen mit 2,8 die dritthöchste 7-Tages-Inzidenz in Deutschland.
Im Juni wurden insgesamt rund 760 neue Infektionen und 31 Tote bekannt.

### 3. Quartal 2020

#### Juli 2020
Am 1. Juli lag Hessen mit 172 Infektionen je 100.000 Einwohner wiederum auf Platz 8 der Bundesländer. Die Infektionstätigkeit der letzten 7 Tage war mit etwa 180 Fällen gegenüber der Vorwoche leicht gesunken. Die am stärksten betroffenen Landkreise waren Hersfeld-Rotenburg und der Schwalm-Eder-Kreis. Die Landkreise Vogelsbergkreis, Wetterau, Groß-Gerau und Waldeck-Frankenberg waren zuletzt infektionsfrei. Frankfurt wies mit 1771 Infizierten und 65 Toten die höchste Belastung auf, gefolgt vom Main-Kinzig-Kreis (787/48). Der Main-Kinzig-Kreis verzeichnete zuletzt den höchsten Zuwachs an Infizierten. In Hessens Intensivstationen wurden noch 25 Patienten wegen COVID-19 behandelt, 16 davon beatmet.
Am 2. Juli meldete das RKI 10.000 genesene Personen.
Am 7. Juli gab es in Hessen mehr als 11.000 bekannte Infektionen.
Am 8. Juli lag Hessen mit 177 Infektionen je 100.000 Einwohner wieder auf Platz 8. Die Infektionstätigkeit der letzten 7 Tage war mit etwa 200 neuen Fällen gegenüber der Vorwoche wieder etwas angestiegen. Die am stärksten betroffenen Landkreise waren Hersfeld-Rotenburg, Groß-Gerau und der Stadt Frankfurt. Die Landkreise Fulda und Marburg-Biedenkopf waren zuletzt ohne Neuinfektionen. Frankfurt wies mit 1815 Infizierten und 68 Toten die höchste Belastung auf, gefolgt vom Main-Kinzig-Kreis (810/50) und dem LK Offenbach (803/41). Offenbach wies auch zuletzt den höchsten Zuwachs an Neuinfizierten auf. In Hessens Intensivstationen wurden noch 22 Patienten wegen COVID-19 behandelt, 12 davon beatmet.
Am 13. Juli gab es erstmals in allen Kreisen Hessens Neuinfektionen binnen der letzten 7 Tage.
Am 15. Juli gab es in Hessen 179 Infektionen je 100.000 Einwohner. Die stärksten betroffenen Kreise waren der Odenwaldkreis (430), Schwalm-Eder-Kreis (310) und der LK Hersfeld-Rotenburg (260). Die Zahl der Neuinfektionen während der letzten 7 Tage lag mit 210 neuen Fällen etwas über dem Niveau der Vorwoche. Die meisten Neuinfektionen gab es in Groß-Gerau, Frankfurt, Fulda, Darmstadt und Waldeck-Frankenberg. Frankfurt wies mit 1852 Infizierten und 68 Toten die höchste Belastung auf, gefolgt vom Main-Kinzig-Kreis (814/50). In Hessens Intensivstationen wurden noch 18 Patienten wegen COVID-19 behandelt, 6 davon beatmet.
Am 17. Juli wurden wegen mehrerer Corona-Fälle die beiden Flüchtlingsheime Vor der Kaserne und Am Schandelbach in Gelnhausen unter Quarantäne gestellt. Die Main-Kinzig-Kliniken veröffentlichten eine Webseite zur Information der Bürger, wie man sich im Verdachtsfall verhalten solle
Am Dienstag, den 21. Juli wurde nach 10 Tagen erstmals wieder ein Toter in Hessen im Zusammenhang mit COVID-19 gemeldet.
Am 22. Juli gab es in Hessen 183 Infektionen je 100.000 Einwohner. Die am Stärksten betroffenen Kreise waren der Odenwaldkreis (432) und der Schwalm-Eder-Kreis (317). Die Zahl der Neuinfektionen während der letzten 7 Tage lag mit 230 erneut etwas über dem Niveau der Vorwoche. Die Inzidenz entsprach etwa dem Bundesdurchschnitt. Die meisten Neuinfektionen gab es in Frankfurt, Wiesbaden, Schwalm-Eder und Waldeck-Frankenberg. Frankfurt wies mit 1905 Infektionen und 68 Toten die höchste Belastung auf, gefolgt vom Main-Kinzig-Kreis (839/50). In Hessens Intensivstationen wurden noch 19 Patienten wegen COVID-19 behandelt, 9 davon beatmet.
Am 23. Juli meldete das RKI mit 76 Fällen den höchsten Tagesanstieg seit 2 Monaten. Die Gesundtheitsämter seien wegen falscher Zahlen vor Probleme gestellt.
Am 26. Juli wurde ein Massenausbruch in einem Altenheim in Borken bekannt. Es wurde ein Massentest mit 400 Personen gestartet, bei dem bereits über 20 Infizierte entdeckt wurden. Obwohl am Folgetag nur 2 weitere Infizierte gefunden wurden, kam es zu Ausgrenzungen einiger Mitarbeiter, deren Verwandten und sogar deren Kinder durch Teile der Borkener Bevölkerung.
Am 29. Juli gab es in Hessen 188 Infektionen je 100.000 Einwohner. Die am Stärksten betroffenen Kreise waren immer noch der Odenwaldkreis (432) und der Schwalm-Eder-Kreis (331). Frankfurt wies mit 1943 Infektionen und 68 Toten die höchste Belastung auf, gefolgt vom Main-Kinzig-Kreis (863/50). Während im Odenwald kaum neue Infektionstätigkeit vorlag, wiesen der Schwalm-Eder-Kreis zusammen mit Darmstadt und Offenbach die höchste Inzidenz auf. Die Zahl der hessenweiten Neuinfektionen während der letzten 7 Tage lag mit 350 deutlich über der der Vorwoche. Sie lag auch deutlich über dem Bundesdurchschnitt. Alle Kreise bis auf den Werra-Meißner-Kreis waren betroffen. Die meisten Neuinfektionen gab es im Schwalm-Eder-Kreis, im Rheingau-Taunus-Kreis sowie in Offenbach und im Vogelsberg. In Hessens Intensivstationen wurden immer noch 19 Patienten wegen COVID-19 behandelt und 9 davon beatmet. 750 Betten waren noch frei.
Am 30. Juli steht Offenbach kurz vor dem Erreichen der kritischen Marke von 20 Neuinfektionen je Woche, ab der wieder schärfere Maßnahmen gelten. Am Folgetag war der Wert überschritten. Vor allem Rückreisende brachten das Virus mit.
Am 31. Juli wurden in einem Seniorenheim in Niedernhausen 19 Bewohner und sieben Mitarbeiter positiv auf das Coronavirus getestet
Im Juli wurden insgesamt 1170 neue Infektionen und 12 weitere Tote bekannt.

#### August 2020
Am 1. Aug. gab es in Hessen über 12.000 bekannte Infektionen. 4,3 % der Fälle waren verstorben. Die Inzidenz lag in der Stadt Offenbach bei über 30 und damit bereits kurz vor der nächsten Eskalationsstufe.
Am 2. Aug. erreichte die Stadt Offenbach mit einer Inzidenz von 35,7 die Corona-Warnstufe 3. Der Rheingau-Taunus-Kreis erreichte mit einem Wert von über 20 die Stufe 2. Das RKI meldete mit 88 Neuinfektionen einen Höchstwert für einen Samstag. Gleichzeitig wurden 11.000 Genesene in Hessen geschätzt.
Am 3. Aug. wurden in Wiesbaden 18 Infizierte entdeckt. Sie hatten sich auf einem privaten Sommerfest mit 100 Personen angesteckt. Das Gesundheitsamt konnte nicht alle Kontaktpersonen ermitteln, weil viele Gäste bereits in den Urlaub gefahren sind.
Am 5. Aug. gab es in Hessen 196 Infektionen je 100.000 Einwohner. Frankfurt wies mit 1989 Infektionen und 68 Toten die höchste Belastung auf, gefolgt vom Main-Kinzig-Kreis (886/50). Die Zahl der hessenweiten Neuinfektionen während der letzten 7 Tage lag mit 425 wieder deutlich über der Zahl der Vorwoche. Die Inzidenz lag auch erneut über dem Bundesdurchschnitt. Wieder waren alle Kreise bis auf den Werra-Meißner-Kreis betroffen. Die meisten Neuinfektionen gab es in Offenbach und im Rheingau-Taunus-Kreis. In Hessens Intensivstationen wurden erstmals wieder mehr Patienten wegen COVID-19 behandelt (20) und beatmet (11). 600 Betten waren noch frei.
Am 7. Aug. gab es in Hessen mit 158 neu registrierten Infektionen den höchsten Tagesanstieg seit Mai. Den größten Zuwachs verzeichnete der Rhein-Taunus-Kreis mit einem Wert von 29 Infektionen je 100.000 Einwohner. 18 Personen wurden auf der Baustelle des Fraport entdeckt. Nach Darstellung der FAZ sieht die Landesregierung noch keinen Grund zum Handeln.
Am 9. Aug. meldete das RKI zum dritten Mal in Folge eine tägliche Zunahme von mehr als 100 Infektionen.
Am 12. Aug. gab es in Hessen 206 Infektionen je 100.000 Einwohner. Die Zahl der hessenweiten Neuinfektionen während der letzten 7 Tage lag mit 580 erneut deutlich über der Zahl der Vorwoche. Die Inzidenz lag ebenfalls wieder über dem Bundesdurchschnitt. Alle Kreise waren betroffen. Die meisten Neuinfektionen gab es in Offenbach und Groß-Gerau mit jeweils etwa 16. In Hessens Intensivstationen wurden 19 Patienten wegen COVID-19 behandelt und 11 davon beatmet. 600 Betten waren noch frei.
Am 13. Aug. meldete das RKI für Hessen über 13.000 Infektionen. Aus einer Erstaufnahmeeinrichtung des Landes Hessen in Neustadt (Landkreis Marburg-Biedenkopf) wurden Infektionen bei mehrere Bewohnern sowie eine Mitarbeiterin entdeckt.
Am 15. Aug. gab das RKI für Hessen über 200 Neuinfektion bekannt. Das war die höchste Zahl seit Anfang April. In Offenbach gab es erneut über 30 Neuinfektionen / Woche.
Am 17. Aug. stieg die Zahl der Infizierten in der Erstaufnahmeeinrichtung in Neustadt auf 22.
Am 18. Aug. ist bei einem Schüler der Ernst-Ludwig-Schule in Bad Nauheim das Virus nachgewiesen worden. Die gesamte Schulklasse sowie der Lehrer mussten in Quarantäne.
Am 19. Aug. gab es in Hessen mit fast 14.000 Personen 221 Infektionen je 100.000 Einwohner. Die Zahl der hessenweiten Neuinfektionen während der letzten 7 Tage lag mit fast 900 wiederum deutlich über der Zahl der Vorwoche. Die Inzidenz in Hessen lag ebenfalls wiederum deutlich über dem Bundesdurchschnitt. Alle Kreise waren betroffen. Die höchsten Inzidenzen gab es in der Stadt Offenbach (>30) sowie Frankfurt, Wiesbaden und Groß-Gerau mit jeweils über 20. In Hessens Intensivstationen wurden laut DIVI nur noch 13 Patienten wegen COVID-19 behandelt und 7 davon beatmet. 575 Betten waren noch frei. 17 Kliniken meldeten freie ECMO-Kapazitäten, davon 5 eingeschränkt.
Am 20. August gab es über 14.000 Infektionen, Offenbach erreichte mit 40 die höchste Inzidenz seit März. Bei einer Hochzeit in Kelsterbach, im benachbarten Landkreis Groß-Gerau mit insgesamt 300 Gästen an 2 Tagen, wurden mehrere Infektionen festgestellt. 160 Personen mussten in Quarantäne, darunter ein Lehrer einer Schule in Mörfelden-Walldorf sowie dessen gesamte Schulklasse.
Am 21. August gab es in Offenbach mehr als 50 Neuinfektionen in der letzten Woche. Damit erreichte Offenbach bereits die Corona-Warnstufe 4 von 5.
Am 26. August gab es in Hessen über 15.000 und damit gut 240 Infektionen je 100.000 Einwohner. Die Zahl der Neuinfektionen während der letzten 7 Tage lag mit fast 1180 nochmals deutlich über der Zahl der Vorwoche. Die Inzidenz in Hessen war die höchste im gesamten Bundesgebiet. Alle Kreise waren betroffen. Die höchsten Inzidenzen gab es in der Stadt Offenbach(59), Wiesbaden(45), Frankfurt(33), Groß-Gerau(28) und dem Main-Kinzig-Kreis(27). In Hessens Intensivstationen wurden jedoch nur noch 11 Patienten wegen COVID-19 behandelt – allerdings wieder 8 beatmet. 580 Betten waren noch frei.
Am 27. August gab es in Hessen über 15000 erkannte Infektionen. 13.000 Personen galten als genesen.
Am 29. August waren sechs Schulen in Hessen wegen Corona geschlossen. Ein Problem sind die überfüllter Schulbusse.
Im August wurden insgesamt etwa 3460 neue Infektionen und weitere 11 Tote bekannt.

#### September 2020
Am 1. September gab es einen Coronafall an einer Schule in Wildeck. Es wurden seit Längerem wieder zwei Tote an einem Tag gemeldet.
Am 2. September gab es in Hessen insgesamt 250 Infektionen je 100.000 Einwohner. Die Zahl der Neuinfektionen während der letzten 7 Tage lag mit unter 670 deutlich unter der Zahl der Vorwoche. Die höchsten Inzidenzen gab es in den Städten Wiesbaden und Frankfurt sowie im Main-Taunus-Kreis (jeweils 19). In Hessens Intensivstationen wurden 16 Patienten wegen COVID-19 behandelt – allerdings nur noch 4 beatmet. 610 Betten waren noch frei.
Am 4. September musste das gesamte Profi-Team des SV Wehen Wiesbaden wegen mehrerer Infektionsfälle in Quarantäne. Das RKI meldete an diesem Tag nahezu 16.000 Infektionen und gut 14.000 Genesene. Dies waren lediglich 0,22 % der hessischen Gesamtbevölkerung. Alle Kreis lagen wieder auf Corona-Warnstufe 1.
Am 6. September erreichte die Stadt Frankfurt wieder die Warnstufe 2.
Am 8. September war wiederum der Main-Taunus-Kreis über der Beobachtungsmarke von 20 Neuinfektionen.
Am 9. September gab es in Hessen insgesamt 261 Infektionen je 100.000 Einwohner. Die Zahl der Neuinfektionen während der letzten 7 Tage lag mit 660 auf dem Niveau der Vorwoche. Die höchsten Inzidenzen gab es im Main-Taunus-Kreis(21), Frankfurt(19) und Groß-Gerau(19). In Hessens Intensivstationen wurden 17 Patienten wegen COVID-19 behandelt und 5 davon beatmet. 580 Betten waren noch frei, ferner wurden weitere 1000 zusätzliche Intensivbetten als Notfallreserve genannt, die innerhalb von 7 Tagen aufstellbar sein sollen.
Am 12. September lag der Kreis Groß-Gerau auf Warnstufe 2. Das traditionelle 3SAT-Festival wurde von Mainz-Lerchenberg in die Frankfurter Festhalle verlegt.
Am 15. September berichtet die FAZ, dass Fälle in Schulen vorwiegend von außen eingetragen würden.
Am 16. September gab es in Hessen insgesamt 273 Infektionen je 100.000 Einwohner. Die Zahl der Neuinfektionen während der letzten 7 Tage lag mit 685 über dem Niveau der Vorwoche. Die höchsten Inzidenzen gab es in Groß-Gerau(24) und Wiesbaden(19). Die Zahl der Patienten in Hessens Intensivstationen stieg seit Langem wieder an: Es wurden aktuell 20 Personen wegen COVID-19 behandelt und 12 davon beatmet. 575 von 2.400 Intensivbetten waren frei.
Am 18. September waren im Main-Kinzig-Kreis über 1000 Personen in Quarantäne. An einer Gießener Schule gab es 15 Fälle. In ganz Hessen sind bereits 3 % der Lehrer in Quarantäne. In Gelnhausen mussten 400 Personen in Quarantäne, nachdem sich Personen auf privaten Freiern und im Umfeld eines Fußballvereins angesteckt hatten.
Am 19. September wurde bekannt, dass sich bereits über 30.000 Lehrkräfte in Hessen haben testen lassen. 4 Fälle von Corona wurden dadurch aufgedeckt.
Am 23. September waren in Hessen 285 Infektionen je 100.000 Einwohner registriert. Die 7-Tage-Inzidenz lag mit 762 wiederum über dem Niveau der Vorwoche. Die höchsten Inzidenzen gab es in Groß-Gerau(27) und in Frankfurt sowie im Hochtaunuskreis mit jeweils knapp unter 20. Die Zahl der COVID-19-Patienten in Hessens Intensivstationen stieg erneut an: Es wurden aktuell 28 Personen behandelt und 16 davon beatmet. Demgegenüber berichtet die FAZ von derzeit 45 beatmungspflichtigen Personen in hessischen Kliniken. 570 von etwa 2400 gemeldeten Intensivbetten waren laut DIVI noch frei.
Am 24. September wurde gemeldet, dass etwa 270 Patienten in Kliniken behandelt werden und etwa jeder 5. registrierte Infizierte eine Behandlung in einem Krankenhaus benötigt. Laut Sandra Ciesek ist der Anstieg der vergangenen Wochen auch teilweise auf eine Ausdehnung der Tests zurückzuführen.
Am Sonntag, den 27. September gab es mit über 200 neu gemeldeten Fällen den höchsten Zuwachs seit 4 Monaten.
Am 26. September publizierte die Hessenschau eine detaillierte Grafik über den Verlauf der hospitalisierten und intensivbehandelten Patienten. Danach wurden Ende April noch fast 1.000 Corona-Patienten in einer Klinik behandelt, was der Hälfte der offenen Infektionsfälle entsprach. Derzeit seien es noch etwas über 200.
Am 27. September wurden im DHL-Paketzentrum in Obertshausen 60 Infizierte festgestellt.
Am 30. September waren in Hessen 302 Infektionen je 100.000 Einwohner registriert. Die 7-Tage-Inzidenz war mit über 1000 Fällen (Inzidenz 16,6) wieder deutlich angestiegen. Die höchsten Inzidenzen gab es in Groß-Gerau(35) sowie in den Städten Offenbach(31) und Frankfurt(30). Die Zahl der COVID-19-Patienten in Intensivstationen stieg weiter an: Es wurden aktuell 30 Personen behandelt und 16 davon beatmet. 530 von etwa 2300 gemeldeten Intensivbetten waren noch frei.
Im September wurden in Hessen etwas über 3.500 neue Infektionen und weitere 20 Tote gezählt.

### 4. Quartal 2020

#### Oktober 2020
Am 2. Oktober schnellte die Inzidenz in der Stadt Frankfurt auf 40,1 und lag damit wie Groß-Gerau auf Warnstufe 3. Grund war die Entdeckung von fast 120 Fällen in einer Gemeinschaftsunterkunft.
Am 7. Oktober waren in Hessen 325 Infektionen je 100.000 Einwohner registriert. Die wöchentliche Zunahme war mit fast 1.400 Fällen (Inzidenz 22,1) erneut stark angestiegen. Die höchsten Inzidenzen gab es in den Städten Frankfurt (47) und Offenbach(46). Beide standen damit kurz vor der Warnstufe 4. Die Zahl der COVID-19-Patienten in den Intensivstationen stieg wieder weiter an: Es wurden aktuell 46 Personen behandelt und 20 davon beatmet. 530 von knapp 2.300 gemeldeten Intensivbetten waren frei.
Am 8. Oktober meldete das RKI für Offenbach 14 Neuinfektionen vom Vortag und insgesamt 67 in der zurückliegenden Woche. Hessen lag damit an Platz 5 der Bundesländer. Mit der Inzidenz von mehr als 50 erreichte Offenbach somit die Coronawarnstufe 4. Im Laufe des Tages meldeten die Hessenschau und die FAZ unter Berufung auf die Meldezahl der Städte weitere Fälle, wodurch neben Offenbach auch Frankfurt über 50 lagen. Laut Meldung des Gesundheitsamtes Offenbach lag der Wert bereits am Morgen bei 68.
Am 9. Oktober meldete das RKI für Offenbach eine Inzidenz von 66 und für Frankfurt 56.
Am 11. Oktober erreichte Hessen eine Inzidenz in Höhe des Maximums der ersten Welle. Das hessische Sozialministerium meldete für Offenbach 80 Infektionen je Woche und 100.000 Einwohner. Damit war die Coronawarnstufe 5 erreicht.
Am 13. Oktober meldete Hessen über 500 Neuinfektionen und 5 Tote. In Kassel wurden in einer Flüchtlingsunterkunft 111 Personen positiv auf das Virus getestet.
Am 14. Oktober waren in Hessen 363 Infektionen je 100.000 Einwohner registriert. Die wöchentliche Zunahme war mit über 2.300 Fällen (Inzidenz 36,8) sehr stark angestiegen. Die höchsten Inzidenzen gab es in den Städten Offenbach(84), Frankfurt (71) und den Landkreisen Groß-Gerau (62) und Main-Taunus-Kreis (51), die alle auf Warnstufe 5 lagen. Dahinter folgte der Marburg-Biedenkopf mit 46. Die Zahl der COVID-19-Patienten in den Intensivstationen lag bei aktuell 47 Personen, von den 27 beatmet werden mussten. 550 von knapp 2.300 gemeldeten Intensivbetten waren frei.
Am 17. Oktober gab es in Hessen eine landesweite Inzidenz von über 50. Hessen lag damit an Platz 4 der Länder. Die Städte Kassel und Offenbach lagen über 100. Nur 2 Kreise lagen noch nicht auf einer erhöhten Corona-Warnstufe.
Am 20. Oktober meldeten die Kliniken über das DIVI 89 Patienten von den 35 beatmet werden. Die FAZ meldete mit Hinweis auf Informationen aus dem Sozialministerium hingegen 567 Corona-Kranke in einer Klinik und 110 Personen, die beatmet werden.
Am 21. Oktober waren in Hessen 434 Infektionen je 100.000 Einwohner registriert. Die wöchentliche Zunahme war mit fast 4.500 Fällen (Inzidenz 70) nochmals sehr stark angestiegen. Die höchsten Inzidenzen gab es in den Städten Offenbach (128), Frankfurt (124), Kassel (108) sowie den Landkreisen Groß-Gerau (100), Bergstraße (83) und Main-Taunus-Kreis (79). 13 Kreise lagen über der Warnstufe 5. Die Zahl der COVID-19-Patienten in den Intensivstationen lag bei aktuell 89 Personen, von den 35 invasiv beatmet wurden. 490 von gut 2.200 gemeldeten Intensivbetten waren noch frei.
Am 23. Oktober erreichte Hessen mit 80 die zweithöchste Inzidenz aller Länder.
Am 25. Oktober überstieg die Inzidenz in Hessen die Marke von 100 und lag hinter Berlin und Bremen an Platz 3.
Am 27. Oktober (0 Uhr) lag die hessenweite Inzidenz bei über 120 mit den Hotspots Marburg-Biedenkopf (223), Frankfurt (208), Offenbach-Stadt (208),Wiesbaden (161), Groß-Gerau (152), Darmstadt (143), Main-Taunus-Kreis (143), Kreis Offenbach (143), Lahn-Dill-Kreis (140) und Odenwaldkreis (137). Nordhessen war allgemein weniger befallen; der dortige Werra-Meißner-Kreis (46) war neben dem mittelhessischen Vogelsbergkreis (48) der letzte hessische Landkreis mit einer Inzidenz unter 50. Kassel-Stadt (109) verzeichnete als einziger nordhessischer Kreis einen dreistelligen Wert.
Am 28. Oktober waren in Hessen 568 Infektionen je 100.000 Einwohner registriert. Damit lag Hessen auf Platz 7 aller Länder, kurz vor dem Saarland. Die wöchentliche Zunahme war mit über 8.500 Fällen fast doppelt so hoch, wie in der Vorwoche. Die Zahl der COVID-19-Patienten in den Intensivstationen lag bei aktuell 157 Personen, von den 89 invasiv beatmet wurden. 385 von 2.160 gemeldeten Intensivbetten waren noch frei.
Am 31. Oktober gab es in Hessen über 40.000 erkannte Infektionen, bei geschätzt etwa 25.000 Genesenen. Im gesamten Monat wurden mit 22.000 neuen Infektionen mehr Fälle erkannt, als in der gesamten Pandemie zuvor. Dabei wurden bisher jedoch nur 95 weitere Tote infolge einer COVID-Erkrankung erfasst. Die Belegung der Intensivstationen nähert sich dem Maximum der ersten Welle. Während dieses einen Monats hat sich die Zahl der offenen COVID-19-Fälle auf 16.000 vervierfacht.

#### November 2020
Am 4. November waren in Hessen 729 Infektionen je 100.000 Einwohner registriert. Die wöchentliche Zunahme war mit 9.800 Fällen erneut sehr stark angestiegen. Die höchsten Inzidenzen gab es in den Städten Offenbach (244) und Frankfurt (234). Die anderen Landkreise bewegten sich zwischen 70 und 180. Eine Sonderstellung nahm der Landkreis Marburg-Biedenkopf mit 278, zwischenzeitlich fast 300 ein. Die Zahl der COVID-19-Patienten in den Intensivstationen lag bei aktuell 232 Personen, von den 104 invasiv beatmet wurden. 430 von etwa 2.150 gemeldeten Intensivbetten waren noch frei.
Am 11. November waren in Hessen 914 Infektionen je 100.000 Einwohner registriert. Damit hatte Hessen das Saarland überholt und lag in der Reihenfolge aller Bundesländer an Platz 7. Die wöchentliche Zunahme war mit 11.900 Fällen wiederum weiter stark gestiegen. Die höchsten Inzidenzen gab es in den Städten Offenbach (310) und Frankfurt (278) sowie in den Landkreisen Marburg-Biedenkopf (223), Offenbach (221) und Gießen (211). Die Zahl der COVID-19-Patienten in den hessischen Intensivstationen lag bei aktuell 273 Personen, von den 147 invasiv beatmet wurden. 385 von etwa 2.150 gemeldeten Intensivbetten waren noch frei.
Am 18. November waren in Hessen etwa 1100 Infektionen je 100.000 Einwohner registriert. Damit lag Hessen in der Reihenfolge aller Bundesländer weiter an Platz 7 hinter Baden-Württemberg. Die wöchentliche Zunahme fiel mit knapp 10.000 Fällen minimal geringer aus, als zuvor. Die höchsten Inzidenzen gab es in den Städten Offenbach (279) und Frankfurt (222) sowie in den Landkreisen Main-Kinzig-Kreis (220), Groß-Gerau (185) und Rheingau-Taunus (184). Die Zahl der COVID-19-Patienten in den Intensivstationen lag bei aktuell 299 Personen, von den 177 invasiv beatmet wurden. 312 von etwa 2.080 als betreibbar gemeldeten Intensivbetten waren noch frei. 17 von 96 Kliniken meldeten, dass keine Kapazitäten mehr verfügbar seien.
Am 21. November wurde in Hessen die Marke von 1.000 Toten im Zusammenhang mit COVID-19 erreicht.
Am 22. November wurden über 75.000 Infektionen gezählt.
Am 25. November waren in Hessen etwa 1300 Infektionen je 100.000 Einwohner registriert. Damit lag Hessen in der Reihenfolge aller Bundesländer an Platz 6 hinter Hamburg. Die wöchentliche Zunahme fiel mit gut 10.000 Fällen etwa wie in der Vorwoche aus. Die höchsten Inzidenzen gab es wieder in den Städten Offenbach (257) und Frankfurt (224) sowie in den Landkreisen Groß-Gerau (220), Rheingau-Taunus (218) und dem Main-Kinzig-Kreis (216). Die Zahl der COVID-19-Patienten in den Intensivstationen lag bei aktuell 324 Personen, von den 200 invasiv beatmet wurden. 305 von etwa 2.050 als betreibbar gemeldeten Intensivbetten waren noch frei. 19 von 98 Kliniken meldeten, dass sie keine Kapazitäten mehr verfügbar haben.
Am 26. November wurden über 80.000 Infektionen gezählt; die Zahl der Toten lag bei 1.200.
Im gesamten Monat November hatte sich die Zahl der bekannten Infektionen mit weiteren 46.000 Infektionen erneut mehr als verdoppelt. Es wurden über 640 neue Tote im Zusammenhang mit einer COVID-Erkrankung berichtet. Die Intensivstationen waren mit 350 COVID-19-Patienten belegt.

#### Dezember 2020
Am 2. Dezember waren in Hessen etwa 1.400 Infektionen je 100.000 Einwohner registriert. Damit lag Hessen in der Reihenfolge aller Bundesländer wieder an Platz 6, diesmal hinter Sachsen und vor BW und HH. Die wöchentliche Zunahme fiel mit etwas unter 10.000 Fällen wieder etwa wie in der Vorwoche aus. Die höchsten Inzidenzen gab es erneut in den Städten Offenbach und Frankfurt. Die Zahl der COVID-19-Patienten in den Intensivstationen lag bei aktuell 345 Personen, von denen 215 invasiv beatmet wurden. 260 von etwa 2.050 als betreibbar gemeldeten Intensivbetten waren noch frei. 26 von 98 Kliniken meldeten, dass keine weiteren Kapazitäten mehr verfügbar seien.
Am 9. Dezember waren in Hessen 1.580 Infektionen je 100.000 Einwohner registriert. Die wöchentliche Zunahme lag mit rund 9.900 Fällen erneut bei dem Wert der Vorwoche. Die höchsten Inzidenzen gab es in der Stadt Offenbach (253) und im Main-Kinzig-Kreis (245) sowie im Landkreis Limburg-Weilburg (211). Die Zahl der COVID-19-Patienten in den Intensivstationen stieg auf 379 Personen, von denen 222 invasiv beatmet wurden. 269 der gemeldeten Intensivbetten waren noch frei. 29 von 98 Kliniken meldeten, dass keine weiteren Kapazitäten mehr verfügbar seien. Es kamen weitere 240 Tote hinzu.
Am 16. Dezember waren in Hessen 1.760 Infektionen je 100.000 Einwohner registriert. Die wöchentliche Zunahme war mit etwa 11.400 Fällen gegenüber der Vorwoche wieder angestiegen. Die höchsten Inzidenzen gab es in den Landkreisen Odenwaldkreis (281), Gießen (252) und im Main-Kinzig-Kreis (252) sowie im Stadtkreis Offenbach (247). Die Zahl der COVID-19-Patienten in den Intensivstationen stieg auf 422 Personen, von denen 251 invasiv beatmet wurden. 228 der gemeldeten Intensivbetten waren noch frei. 33 von 98 Kliniken meldeten, dass keine weiteren Kapazitäten mehr verfügbar seien. Es kamen fast 330 weitere Tote hinzu.
Am 20. Dezember gab es in Hessen über 120.000 Infektionen. Die Inzidenz war trotz der Maßnahmen vom 10. Dezember auf über 200 angestiegen.
Am 23. Dezember gab es in Hessen über 125.000 bekannte Infektionen. Es waren damit über 2.200 Infektionen je 100.000 Einwohner registriert, somit war mindestens jeder 50-ste Hesse bereits einmal mit CODID-19 infiziert gewesen. Die hessenweite Inzidenz lag immer noch bei über 200. Die wöchentliche Zunahme war mit über 13.000 Fällen gegenüber der Vorwoche nochmals angestiegen. Die höchsten Inzidenzen gab es in den Landkreisen Odenwaldkreis (326), Main-Kinzig-Kreis (299) und Hersfeld-Rotenburg (295) sowie Waldeck-Frankenberg (278), der Vogelsbergkreis (275) und der Stadtkreis Gießen (273). Die Zahl der COVID-19-Patienten in den Intensivstationen stieg auf 451 Personen an, von denen 238 invasiv beatmet werden mussten. 228 der gemeldeten Intensivbetten waren noch frei. 32 von 98 Kliniken meldeten, dass keine weiteren Kapazitäten mehr verfügbar seien. Es kamen weitere 390 Tote hinzu.
Am 26. Dezember waren 130.000 Infektionen registriert. Der Odenwaldkreis meldete eine Rate von 100 Toten je 100.000 Einwohner, d. h. jeder tausendste Einwohner im Odenwald ist bereits an COVID-19 verstorben.
Am 30. Dezember gab es in Hessen über 133.000 bekannte Infektionen. Die wöchentliche Zunahme lag mit unter 8.000 registrierten Fällen ungewöhnlich niedrig, was aber laut RKI auf die um ein Drittel verringerte Zahl von Tests während der Feiertage sowie der verringerten Bereitschaft der Menschen zurückzuführen sei, zum Arzt zu gehen. Ferner sei laut RKI ein reduziertes Meldeverhalten seitens der Ämter zu erwarten. Die Zahl der COVID-19-Patienten in den Intensivstationen stieg auf 495 Personen an, von denen 265 invasiv beatmet werden mussten. 232 der gemeldeten Intensivbetten waren noch frei. Es kamen weitere 415 Tote hinzu.
Im gesamten Monat Dezember wurden über 50.000 neue Infektionen bekannt und fast 1.600 zusätzliche Tote gezählt. Die Intensivstationen waren teilweise mit über 500 COVID-19-Patienten belegt.

### 1. Quartal 2021

#### Januar 2021
Am 3. Januar gab es in Hessen 140.000 Infektionen.
Am 6. Januar gab es in Hessen fast 143.000 bekannte Infektionen. Hessen lag damit an Platz 5 hinter Sachsen. Die wöchentliche Zunahme lag mit rund 8.100 registrierten Fällen auf dem Niveau der Vorwoche, was aber laut RKI immer noch mit dem Meldeverhalten zu tun haben könnte. Die Zahl der COVID-19-Patienten in den Intensivstationen stieg auf 508 Personen an, von denen 268 invasiv beatmet werden mussten. 215 der gemeldeten Intensivbetten waren noch frei. Es kamen weitere 500 Tote hinzu.
Am 13. Januar gab es in Hessen fast 153.000 bekannte Infektionen. Die wöchentliche Zunahme lag mit rund 9.400 neu registrierten Fällen wieder über dem Niveau der Vorwoche. Der am Stärksten betroffene Landkreis war Fulda mit einer Inzidenz von 327. Die Zahl der COVID-19-Patienten in den Intensivstationen sank auf gut 450 Personen. 250 davon mussten invasiv beatmet werden. 240 der gemeldeten Intensivbetten waren als frei gemeldet. Es kamen weitere 505 Tote hinzu.
Am 19. Januar wurde in Hessen der 4.000ste Tote erfasst.
Am 20. Januar gab es in Hessen über 161.000 bekannte Infektionen. Die wöchentliche Zunahme lag mit 7.600 neuen Fällen deutlich unter dem Niveau der Vorwoche. Die Zahl der COVID-19-Patienten in den Intensivstationen sank auf 435, von denen 235 invasiv beatmet wurden. 230 der gemeldeten Intensivbetten waren als frei gemeldet. Es wurden rund 475 neue Tote bekannt.
Am 27. Januar waren etwa 167.500 bekannte Infektionen. Die wöchentliche Zunahme lag mit 6.600 neuen Fällen wieder unter dem Niveau der Vorwoche. Die Inzidenz lag noch über 100. Die Zahl der COVID-19-Patienten in den Intensivstationen sank auf 412. Von diesen mussten über 200 beatmet wurden. Nur noch knapp 190 der gemeldeten Intensivbetten waren noch als frei gemeldet. Es wurden rund 390 neue Tote bekannt.

#### Februar 2021
Am 3. Januar gab es in Hessen 172.500 Infektionen. Die wöchentliche Zunahme lag mit 5.500 neuen Fällen nochmals deutlich unter dem Niveau der Vorwoche. Sie entsprach auch weitgehend der seit etwa 2 Wochen andauernden gesamtdeutschen Fallzahlentwicklung von 20 % Abnahme je 7 Tagen. Die Inzidenz lag mit 90 etwas über dem Bundesdurchschnitt. Den höchsten Wert wies der Werra-Meißner-Kreis mit 153 auf. Die Zahl der COVID-19-Patienten in den Intensivstationen sank auf 379, von denen 185 invasiv beatmet wurden. 245 der gemeldeten Intensivbetten waren als frei gemeldet. Es wurden rund 410 neue Tote bekannt.
Am 4. Februar wurde in Hessen der 5.000ste infizierte Tote erfasst.
Am Mittwoch, den 10. Februar gab es in Hessen 178.000 bekannte Infektionen. Die wöchentliche Zunahme lag mit 4.500 neuen Fällen leicht unter dem Wert der Vorwoche. Die Inzidenz lag mit 72 wieder leicht über dem Bundesdurchschnitt. Den höchsten Wert wies der Landkreis Fulda mit 127 auf. Es wurden rund etwas über 300 neue Tote bekannt. Die Zahl der COVID-19-Patienten in den Intensivstationen war mit 375 in etwa gleich, es mussten aber wieder 198 invasiv beatmet wurden. Nur noch 234 der gemeldeten Intensivbetten waren noch als frei gemeldet.
Am Mittwoch, den 17. Februar gab es in Hessen 181.500 bekannte Infektionen. Die wöchentliche Zunahme lag mit unter 3.500 Fällen erneut leicht unter dem Wert der Vorwoche. Es gab weniger, als 10.000 bekannte offene Fälle. Die Inzidenz betrug nur noch 55 und war wieder geringfügig unter dem Bundesdurchschnitt. Die höchsten Werte wiesen der LK Lahn-Dill-Kreis mit 88 und der Main-Kinzig-Kreis mit 78 auf. Es wurden gut 250 neue Tote bekannt. Die Zahl der COVID-19-Patienten in den Intensivstationen sank auf unter 320. Noch 225 der Intensivbetten waren als frei gemeldet.
Am Mittwoch, den 24. Februar gab es 185.400 bekannte Infektionen. Die wöchentliche Zunahme lag mit 3.000 Fällen wiederum etwas niedriger als in der Vorwoche. Es gab etwas über 9.000 bekannte offene Fälle. Die Inzidenz betrug jedoch wieder 60, was auch dem Bundesdurchschnitt entsprach. Die höchsten Werte wiesen der LK Groß-Gerau mit 104 und der Main-Kinzig-Kreis mit 87 auf. Es wurden knapp 200 weitere Tote bekannt. Die Zahl der COVID-19-Patienten in den Intensivstationen sank auf 285.

#### März 2021
Am Mittwoch, den 3. März gab es fast 190.000 bekannte Infektionen. Die wöchentliche Zunahme lag mit über 4.000 Fällen wieder höher als in der Vorwoche. Es gab immer noch fast 9.000 bekannte offene Fälle. Die Inzidenz stieg auf 66, was über dem Bundesdurchschnitt lag. Die höchsten Werte wiesen der Lahn-Dill-Kreis mit 120, sowie der LK Marburg-Biedenkopf mit 99 auf. Es wurden knapp 120 weitere Tote bekannt. Die Zahl der COVID-19-Patienten in den Intensivstationen sank leicht auf 265.
Am Mittwoch, den 10. März gab es rund 194.000 bekannte Infektionen. Die wöchentliche Zunahme lag mit gut 4.000 Fällen im Bereich der Vorwoche. Es gab wieder 9.400 offene Fälle. Die Inzidenz stieg auf 69. Den höchsten Wert wies die Stadt Offenbach mit 120 auf. Es wurden gut 100 weitere Tote bekannt. Die Zahl der COVID-19-Patienten in den Intensivstationen sank leicht auf 260.
Am 11. März wurde in Hessen die Marke von 6.000 mit COVID-19 infizierten Toten überschritten.
Am Mittwoch, den 17. März gab es über 200.000 bekannte Infektionen. Die wöchentliche Zunahme war mit fast 5.900 Fällen höher als in der Vorwoche. Es gab 11.500 offene Fälle. Die Inzidenz stieg auf 93. Den höchsten Wert wies die Stadt Offenbach mit fast 170 auf. Es wurden gut 110 weitere Tote bekannt. Die Zahl der COVID-19-Patienten in den Intensivstationen stieg wieder auf 275.
Am Mittwoch, den 24. März gab es weitere 7.500 Infektionen und 14.500 offene Fälle. Die Inzidenz stieg auf 118. Den höchsten Wert wies der LK Hersfeld-Rotenburg mit fast 250 auf. Es wurden 104 neue Tote gezählt. Die Zahl der COVID-19-Patienten in den Intensivstationen stieg auf 325.
Am Sonntag, den 28. März meldete der LK Hersfeld-Rotenburg eine Inzidenz von 300.
Am Mittwoch, den 31. März gab es weitere 8.800 Infektionen und 17.500 bekannte offene Fälle. Die Inzidenz in Hessen stieg auf 140. Den höchsten Wert wiesen der LK Hersfeld-Rotenburg und der SK Offenbach mit fast 260 auf. Es wurden 123 neue Tote gemeldet und damit wieder mehr als in der Vorwoche. Die Zahl der COVID-19-Patienten in den Intensivstationen stieg auf 339.

### 2. Quartal 2021

#### April 2021
Am 7. April gab es in Hessen 226.000 Infektionen. Die Zunahme lag bei 7.500 Fällen. Über 20.000 offene Fälle waren bekannt. Es wurden weniger als 100 neue Tote gemeldet und die Inzidenz lag bei 120. Allerdings waren alle Zahlen laut RKI bedingt durch die Feiertage geringer. Die Zahl der COVID-19-Patienten in den Intensivstationen stieg auf 412 an.
Am 10. April stieg die Zahl der offenen bekannten Fälle wieder über 20.000.
Am 14. April gab es in Hessen 236.000 bekannte Infektionen und es wurden über 130 neue Tote gemeldet. Die Inzidenz überstieg 160. Die Zahl der COVID-19-Patienten in den Intensivstationen kletterte auf 427 an.
Am 21. April gab es 249.000 bekannte Infektionen und es wurden erneut gut 130 neue Tote gemeldet. Die Inzidenz sank leicht auf 157. Die Zahl der Personen auf Intensivstationen stieg indes auf 465 weiter an.
Am 28. April gab es etwa 258.500 bekannte Infektionen. Es wurden 140 weitere Tote gemeldet. Die Inzidenz stieg entgegen dem Bundesdurchschnitt auf 175 an. Die Zahl der Intensivstationen sank auf 456 leicht ab. Nach nunmehr 4 Monaten seit Beginn der Impfkampagne waren 25,4 % der Hessen einmal- und 7,5 % 2× geimpft.

#### Mai 2021
Am 5. Mai gab es etwa 267.000 bekannte Infektionen. Es wurden 167 weitere Tote gemeldet. Die Inzidenz sank auf 140 ab. Die Zahl der Personen auf Intensivstationen ging auf 435 zurück. 28,5 % der Hessen waren einmal- und 8,0 % 2× geimpft.
Am 6. Mai gab es 7.000 Infektionen.
Am 12. Mai gab es über 275.000 bekannte Infektionen. Es wurden 102 neue Tote gemeldet. Die Inzidenz sank auf 117 ab. Die Zahl der Personen auf Intensivstationen ging auf 390 zurück. 33 % der Hessen waren einmal- und 8,5 % 2× geimpft.
Am 14. Mai gab es 250.000 Genesene.
Am 19. Mai gab es über 280.000 bekannte Infektionen. Es wurden 91 neue Tote gemeldet. Die Inzidenz sank auf 82 ab. Die Zahl der Personen auf Intensivstationen ging auf 342 zurück. 38 % der Hessen waren einmal- und 10,6 % 2× geimpft. Damit lag Hessen auf dem letzten Platz aller Bundesländer.
Am 26. Mai kamen noch knapp 3.500 Infektionen hinzu. Es wurden nur 60 weitere Tote gemeldet. Die Inzidenz sank auf 53 ab. Die Zahl der Personen auf Intensivstationen ging auf 282 zurück. 13 % der Hessen waren 2× geimpft. Damit lag Hessen zusammen mit Niedersachsen weiter dem letzten Platz aller Bundesländer.

#### Juni 2021
Am 2. Juni kamen etwa 2.900 Infektionen hinzu. Es wurden 137 weitere Tote gemeldet. Die Inzidenz sank auf 43 ab. Die Zahl der Personen auf Intensivstationen ging auf 197 zurück. 16,7 % der Hessen waren 2× geimpft. Damit lag Hessen wieder auf dem letzten Platz aller Länder.
Am 9. Juni wurden unter 1.500 neue Infektionen und nur noch 33 weitere Tote gemeldet. Die Inzidenz sank auf 24 ab. Die Zahl der Personen auf Intensivstationen ging auf 162 zurück. 21 % der Hessen waren 2× geimpft. Damit war Hessen nach wie vor das Schlusslicht.
Am 16. Juni wurden gut 1.000 neue Infektionen aber wieder 43 neue Tote gemeldet. Die Inzidenz sank auf 16 ab. Die Zahl der Personen auf Intensivstationen ging auf 118 zurück. 23,5 % der Hessen waren 2× geimpft. Damit war Hessen immer noch auf dem letzten Platz der deutschen Impfstatistik.
Am 23. Juni wurden rund 650 neue Infektionen gemeldet, darunter 100 Nachmeldungen aus Vorwochen. Es wurden 46 neue Tote gemeldet. Die Inzidenz sank auf unter 10 ab. Es gab nur noch 95 Intensivpatienten. Die Impfquote in Hessen lag bei 51 %/30 %.

### 3. Quartal 2021

#### September bis Oktober 2021
Am 16. September meldete das RKI insgesamt rund 325.000 Fälle in Hessen. Im Vergleich zum Monatsbeginn sank die landesweite 7-Tage-Inzidenz in den kommenden Wochen von über 100 auf 65 zum 30. September.
Bis zum 19. Oktober sank die Inzidenz weiter, ehe das Infektionsgeschehen erneut zunahm. Am 28. Oktober 2021 lag die hessische 7-Tage-Inzidenz wieder über dem Wert von 100.

#### Die vierte Welle zum Jahresende
Im November 2021 wurde Hessen, genau wie ganz Deutschland, von der vierten Corona-Welle getroffen. Im Verlauf des Monats überstieg die 7-Tage-Inzidenz den Wert von 200, zudem wurde die Schwelle von 400.000 Infektionsfällen seit Beginn der Pandemie überschritten. Erst ab Mitte Dezember nahm das Infektionsgeschehen wieder ab. In der Woche ab dem 6. Dezember wurden in Hessen mehr als 400.000 Menschen gegen COVID-19 geimpft.

### 1. Quartal 2022

#### Januar 2022
Zu Jahresbeginn breitete sich in Deutschland und damit auch in Hessen die hochansteckende Omikron-Virusvariante aus. Entsprechend nahm das Infektionsgeschehen zu, Mitte des Monats lag die landesweite 7-Tage-Inzidenz über dem Wert von 500. Nur zwei Wochen später war hier der Wert von 1.000 überschritten worden.

#### Februar 2022
Bis Mitte Februar verschärfte sich die Lage in Hessen weiter, es wurden regelmäßig mehr als 15.000 Neuinfektionen im Bundesland verzeichnet. Die 7-Tage-Inzidenz lag bei über 1.500. Erst ab dem 15. Februar war ein Absinken der Zahlen zu verzeichnen.

#### März 2022
Nachdem sich der Rückgang der Fallzahlen zunächst fortsetzte, nahm das Infektionsgeschehen ab dem 5. März wieder zu.

## Statistik

### Bekannte Infektionsfälle
Hierbei handelt es sich um die täglich aktualisierten Zahlen, die dem RKI bekannt sind. Darin enthalten sind auch viele Fälle von weit zurückliegenden Tagen. Damit widerspiegelt die tägliche Zunahmen der Zahl nur sehr grob die tägliche Veränderung der Infektionstätigkeit.
Bestätigte Infektionen (kumuliert) in Hessen
(nach Daten des RKI aus COVID-19-Pandemie in Deutschland)
Bestätigte Infektionen (täglich) in Hessen
(nach Daten des RKI aus COVID-19-Pandemie in Deutschland)
- Hinweis: Für den 29. März 2020 wurden keine Daten aus Hessen übermittelt.

7-Tage Inzidenz in Hessen / 100.000 Einwohner
- Hinweis: Anzahl der neu bekannten Infektionen der letzten 7 Tage bezogen auf 100.000 Einwohner.

### Bekannte Todesfälle
Hierbei handelt es sich ebenfalls um die täglich gemeldeten Zahlen, die dem RKI bekannt geworden sind. Diese können von den Meldungen der Landesämter abweichen.
Bestätigte Todesfälle (kumuliert) in Hessen
(nach Daten des RKI aus COVID-19-Pandemie in Deutschland)
Bestätigte Todesfälle (täglich) in Hessen
(nach Daten des RKI aus COVID-19-Pandemie in Deutschland)

### Geschätzte Genesene
Das Robert Koch-Institut schätzt täglich die Zahl der bereits genesenen Personen durch einen Algorithmus auf der Basis der bekannten Infizierten. Nicht enthalten sind nach Angaben des RKI diejenigen Personen, die hospitalisiert wurden und weniger als 14 Tage erkrankt sind. Die Angaben sind manchmal inkonsistent, z. B. passen die angegebenen Differenzen zum Vortag nicht immer zu den jeweils gemeldeten neu Zahlen. Zudem fehlen alle Personen, die gar nicht in als Infizierte die Statistik gelangten. Somit liegt die Zahl der Personen, die die Krankheit durchgemacht haben, real höher.
Geschätzte Genesene (kumuliert) in Hessen
nach Daten des RKI

### Anzahl der offenen Fälle
Aus der Zahl der Infizierten ergibt sich abzüglich der Genesenen und Toten die Zahl der noch offenen, noch unentschiedenen Fälle. Diese geben einen Hinweis auf den ungefähren Verlauf der Pandemie, dürfen aber nicht als Anzahl der Kranken oder restlichen Infizierten verstanden werden, weil viele Infizierte nicht erfasst wurden und die Genesenen lediglich grob geschätzt und auf 100 Personen gerundet werden. Ebenso kann die Anzahl der momentan infektiösen Personen nicht daraus abgeleitet werden.
Bekannte offene Fälle (berechnet) in Hessen
nach Daten des RKI

### Statistik der Landkreise
Wöchentlicher Stand der Infektionen und Todesfälle mit aktueller Corona-Warnstufe nach Land- und Stadtkreisen mit Veränderungen zur jeweiligen Vorwoche während der letzten 4 Wochen nach Daten der hessischen Landesregierung und dem Archiv.
|                          | KW 25 vom 27.6 (Sonntag) | KW 25 vom 27.6 (Sonntag) | KW 25 vom 27.6 (Sonntag) | KW 25 vom 27.6 (Sonntag) | KW 25 vom 27.6 (Sonntag) | KW 25 vom 27.6 (Sonntag) | KW 25 vom 27.6 (Sonntag) | KW 25 vom 20.6    | KW 25 vom 20.6    | KW 25 vom 20.6    | KW 23 vom 13.6    | KW 23 vom 13.6    | KW 23 vom 13.6    | KW 22 vom 6.6     | KW 22 vom 6.6     | KW 22 vom 6.6     | KW 21 vom 30.5    | KW 21 vom 30.5    | KW 21 vom 30.5    |
| Region                   | Aktueller Stand          | Aktueller Stand          | Aktueller Stand          | Aktueller Stand          | neu letzte 7 Tage        | neu letzte 7 Tage        | neu letzte 7 Tage        | neu letzte 7 Tage | neu letzte 7 Tage | neu letzte 7 Tage | neu letzte 7 Tage | neu letzte 7 Tage | neu letzte 7 Tage | neu letzte 7 Tage | neu letzte 7 Tage | neu letzte 7 Tage | neu letzte 7 Tage | neu letzte 7 Tage | neu letzte 7 Tage |
| Land- / Stadtkreis       | Inf.                     | Inz                      | Tote                     | Rel                      | Inf.                     | Inz.                     | Tote                     | Inf.              | Inz.              | Tote              | Inf.              | Inz.              | Tote              | Inf.              | Inz.              | Tote              | Inf.              | Inz.              | Tote              |
| ------------------------ | ------------------------ | ------------------------ | ------------------------ | ------------------------ | ------------------------ | ------------------------ | ------------------------ | ----------------- | ----------------- | ----------------- | ----------------- | ----------------- | ----------------- | ----------------- | ----------------- | ----------------- | ----------------- | ----------------- | ----------------- |
| LK Bergstraße            | 11.083                   | 3729                     | 324                      | 109                      | 5                        | 2                        | 0                        | 12                | 4                 | 1                 | 54                | 20                | 1                 | 75                | 28                | 0                 | 106               | 39                | 3                 |
| LK Darmstadt-Dieburg     | 11.025                   | 521                      | 307                      | 93                       | 22                       | 7                        | 0                        | 15                | 5                 | 0                 | 50                | 17                | 0                 | 83                | 28                | 4                 | 107               | 36                | 5                 |
| LK Fulda                 | 13.298                   | 489                      | 265                      | 110                      | 12                       | 5                        | 0                        | 14                | 6                 | 0                 | 18                | 8                 | 0                 | 25                | 11                | 3                 | 38                | 17                | 15                |
| LK Gießen                | 13.980                   | 455                      | 359                      | 119                      | 25                       | 9                        | 0                        | 34                | 13                | 0                 | 56                | 21                | 1                 | 67                | 25                | 6                 | 107               | 40                | 2                 |
| LK Groß-Gerau            | 14.310                   | 862                      | 298                      | 102                      | 30                       | 11                       | 3                        | 86                | 31                | 2                 | 145               | 53                | 0                 | 190               | 69                | 7                 | 176               | 64                | 2                 |
| LK Hersfeld-Rotenburg    | 6.153                    | 440                      | 188                      | 148                      | 5                        | 4                        | 3                        | 14                | 12                | 3                 | 30                | 25                | 9                 | 31                | 26                | 2                 | 53                | 44                | 3                 |
| LK Hochtaunuskreis       | 8.298                    | 516                      | 205                      | 81                       | 9                        | 4                        | 1                        | 6                 | 3                 | 3                 | 20                | 8                 | 2                 | 37                | 16                | 4                 | 79                | 33                | 1                 |
| LK Kassel                | 8.247                    | 430                      | 225                      | 89                       | 13                       | 6                        | 1                        | 17                | 7                 | 0                 | 33                | 14                | 0                 | 67                | 28                | 1                 | 81                | 34                | 5                 |
| LK Lahn-Dill-Kreis       | 12.340                   | 415                      | 219                      | 75                       | 1                        | 0                        | 0                        | 11                | 4                 | 1                 | 28                | 11                | 1                 | 37                | 15                | 2                 | 58                | 23                | 4                 |
| LK Limburg-Weilburg      | 9.202                    | 502                      | 284                      | 153                      | 1                        | 1                        | 0                        | 4                 | 2                 | 0                 | 18                | 11                | 0                 | 26                | 15                | 4                 | 59                | 34                | 3                 |
| LK Main-Kinzig-Kreis     | 22.526                   | 642                      | 620                      | 139                      | 33                       | 8                        | 1                        | 31                | 7                 | 4                 | 88                | 21                | 1                 | 123               | 29                | 3                 | 193               | 46                | 17                |
| LK Main-Taunus-Kreis     | 9.079                    | 667                      | 212                      | 83                       | 29                       | 12                       | 0                        | 50                | 21                | 0                 | 62                | 26                | 1                 | 68                | 29                | 1                 | 68                | 29                | 3                 |
| LK Marburg-Biedenkopf    | 11.106                   | 560                      | 284                      | 97                       | 13                       | 5                        | 4                        | 24                | 10                | 0                 | 65                | 26                | 0                 | 79                | 32                | 2                 | 134               | 54                | 2                 |
| LK Odenwaldkreis         | 4.443                    | 800                      | 171                      | 167                      | 6                        | 6                        | 0                        | 5                 | 5                 | 1                 | 22                | 23                | 0                 | 23                | 24                | 1                 | 27                | 28                | 2                 |
| LK Offenbach             | 18.364                   | 726                      | 549                      | 141                      | 27                       | 8                        | 3                        | 29                | 8                 | 7                 | 61                | 17                | 5                 | 104               | 29                | 1                 | 149               | 42                | 4                 |
| LK Rheingau-Taunus-Kreis | 7.285                    | 528                      | 188                      | 92                       | 10                       | 5                        | 2                        | 12                | 6                 | 2                 | 54                | 29                | −1                | 62                | 33                | 12                | 117               | 63                | 10                |
| LK Schwalm-Eder-Kreis    | 6.701                    | 548                      | 243                      | 129                      | 1                        | 1                        | 15                       | 2                 | 1                 | 0                 | 16                | 9                 | 0                 | 37                | 21                | 0                 | 57                | 32                | 2                 |
| LK Vogelsbergkreis       | 4.052                    | 315                      | 107                      | 94                       | 0                        | 0                        | 0                        | 0                 | 0                 | 0                 | 5                 | 5                 | 0                 | 13                | 12                | 0                 | 28                | 27                | 0                 |
| LK Waldeck-Frankenberg   | 6.357                    | 307                      | 155                      | 91                       | 6                        | 4                        | 0                        | 15                | 10                | 0                 | 35                | 22                | 3                 | 66                | 42                | 0                 | 91                | 58                | 0                 |
| LK Werra-Meißner-Kreis   | 3.662                    | 399                      | 157                      | 151                      | 3                        | 3                        | 0                        | 3                 | 3                 | 0                 | 16                | 16                | 0                 | 41                | 41                | 1                 | 37                | 37                | 0                 |
| LK Wetteraukreis         | 13.182                   | 402                      | 537                      | 160                      | 19                       | 6                        | 0                        | 26                | 8                 | 3                 | 38                | 12                | 3                 | 41                | 13                | 3                 | 85                | 28                | 5                 |
| SK Darmstadt             | 5.818                    | 614                      | 150                      | 85                       | 15                       | 9                        | 0                        | 22                | 14                | 1                 | 21                | 13                | 0                 | 33                | 21                | 1                 | 34                | 21                | 1                 |
| SK Frankfurt am Main     | 39.348                   | 1037                     | 802                      | 98                       | 134                      | 18                       | 2                        | 132               | 17                | 3                 | 205               | 27                | 4                 | 252               | 33                | 4                 | 369               | 48                | 14                |
| SK Kassel                | 8.475                    | 640                      | 192                      | 89                       | 15                       | 7                        | 1                        | 12                | 6                 | 1                 | 48                | 24                | 1                 | 64                | 32                | 3                 | 124               | 61                | 7                 |
| SK Offenbach am Main     | 9.286                    | 980                      | 185                      | 129                      | 9                        | 7                        | 0                        | 12                | 9                 | 0                 | 32                | 25                | 2                 | 47                | 36                | 1                 | 96                | 74                | 2                 |
| SK Wiesbaden             | 13.068                   | 750                      | 278                      | 91                       | 28                       | 10                       | 0                        | 40                | 14                | 0                 | 85                | 31                | 6                 | 113               | 41                | 6                 | 184               | 66                | 3                 |
| gesamt                   | 290.688                  | 4341                     | 7.504                    | 112                      | 471                      | 8                        | 36                       | 628               | 10                | 32                | 1.305             | 21                | 39                | 1.804             | 29                | 72                | 2.657             | 42                | 115               |

- Hinweis: Rel = Todesinzidenz, Relation der Anzahl der neu bekannten Toten bezogen auf 100.000 Einwohner.

### Tests und Testkapazitäten
Am 16. März wurden für Hessen zehn Testzentren vermeldet, nachdem diese die Leistungsgrenze erreicht hatten, wurden die Anzahl bis Ende März auf 15 Testzentren, darunter in Kassel, Frankfurt, Fulda, Gelnhausen und ein Drive-in-Testzentrum in Wiesbaden, erhöht.
Laut Kassenärztlicher Vereinigung werden Stand April 2020 auch weiterhin nur solche Personen getestet, die auch Symptome haben. Dazu wird auf ein Testschema des Robert Koch-Institutes verwiesen.
Gemäß der Beschlüsse der Bundesregierung vom 29. April sollen auch in Hessen alle Personen, die Symptome zeigen sowie deren direktes Umfeld getestet werden. Dazu soll auch das Personal von Alten- und Pflegeheimen sowie das Klinikpersonal engmaschig getestet werden, auch wenn sie keine Symptome haben.
Anfang Mai 2020 waren in Hessen etwa 49.000 Test pro Woche möglich. Davon wurden aber nur etwa die Hälfte genutzt. Dies wird u. a. damit begründet, dass die gesetzlichen Krankenkassen lediglich PCR-Tests an Personen vergüten, welche die Kriterien des Robert Koch-Instituts erfüllen, also Symptome zeigen.
Ende Juni kam dann das Testzentrum am Frankfurter Flughafen hinzu. Seit Juli mussten sich alle Reiserückkehrer aus Risikogebieten testen lassen.

### Betten und Beatmungskapazitäten
Es gibt in Hessen sechs Schwerpunktkliniken zur Behandlung von COVID-19-Patienten:
- Klinikum Kassel
- Klinikum Fulda
- Universitätsklinikum Gießen und Marburg
- Helios HSK Wiesbaden
- Universitätsklinikum Frankfurt
- Klinikum Darmstadt

Im Intensivregister der Deutschen Interdisziplinären Vereinigung für Intensiv- und Notfallmedizin (DIVI) sind Mitte April 2020 94 Kliniken und Krankenhäuser registriert, die intensivmedizinische Behandlung für COVID-19 anbieten. Davon decken 83 den Bereich „High-Care“ mit vollständigen intensivmedizinischen Therapiemöglichkeiten ab, 19 haben zusätzlich die Möglichkeit der extrakorporalen Membranoxygenierung. Insgesamt stehen Mitte April 2.085 Intensivbetten zur Verfügung. Im September standen in Hessen 2.300 Intensivbetten + weitere 1.000 Notfallbetten in Reserve zur Verfügung.

### Belegung der Intensivstationen
Anzahl der Personen, die laut DIVI intensiv behandelt werden mussten, mit Anteil der davon beatmungspflichtigen Personen. Es ist zu berücksichtigen, dass sich nicht alle Kliniken am DIVI beteiligen.

### Entwicklung der Impfsituation
Am 5. Februar 2021 waren in Hessen laut Angaben der RKI etwa 152.000 Personen einmalig und 61.000 Personen zweimalig geimpft. Die Impfquote lag bei 2,4 %, was den 3. geringsten Wert der Länder darstellte.

## Reaktionen und Maßnahmen in Hessen

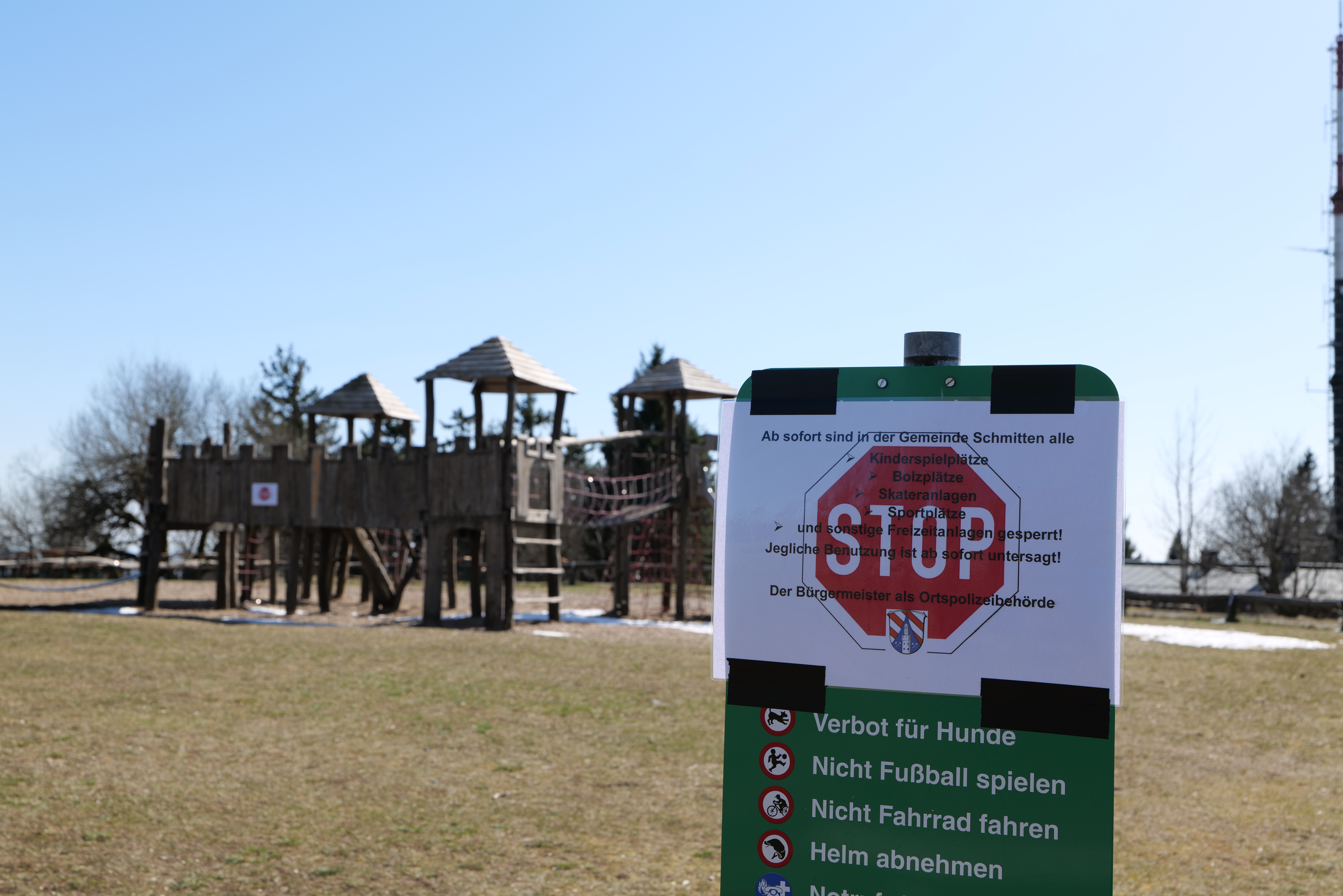
Geschlossener Spielplatz auf dem Großen Feldberg

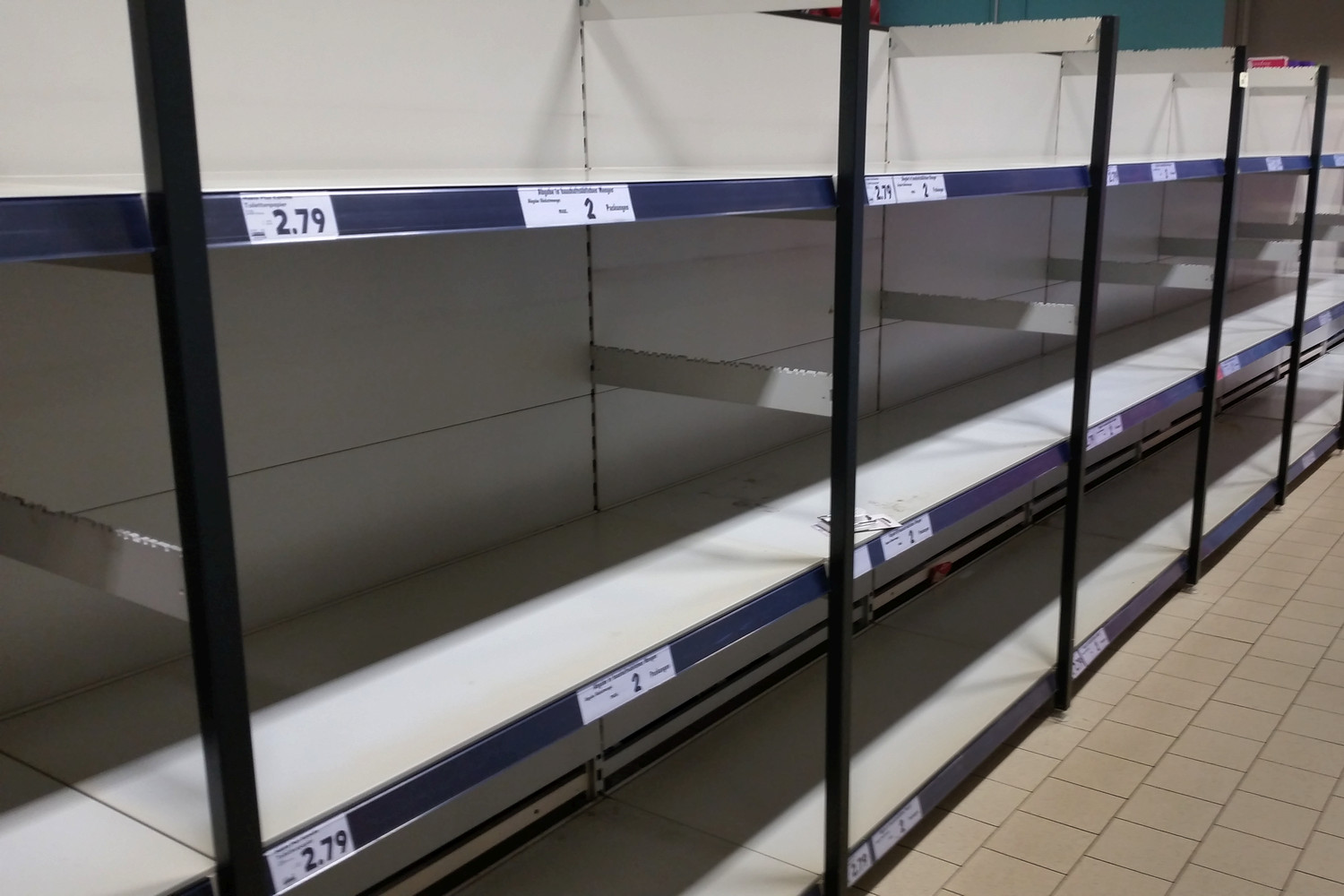
Ausverkaufte Waren in einem hessischen Supermarkt

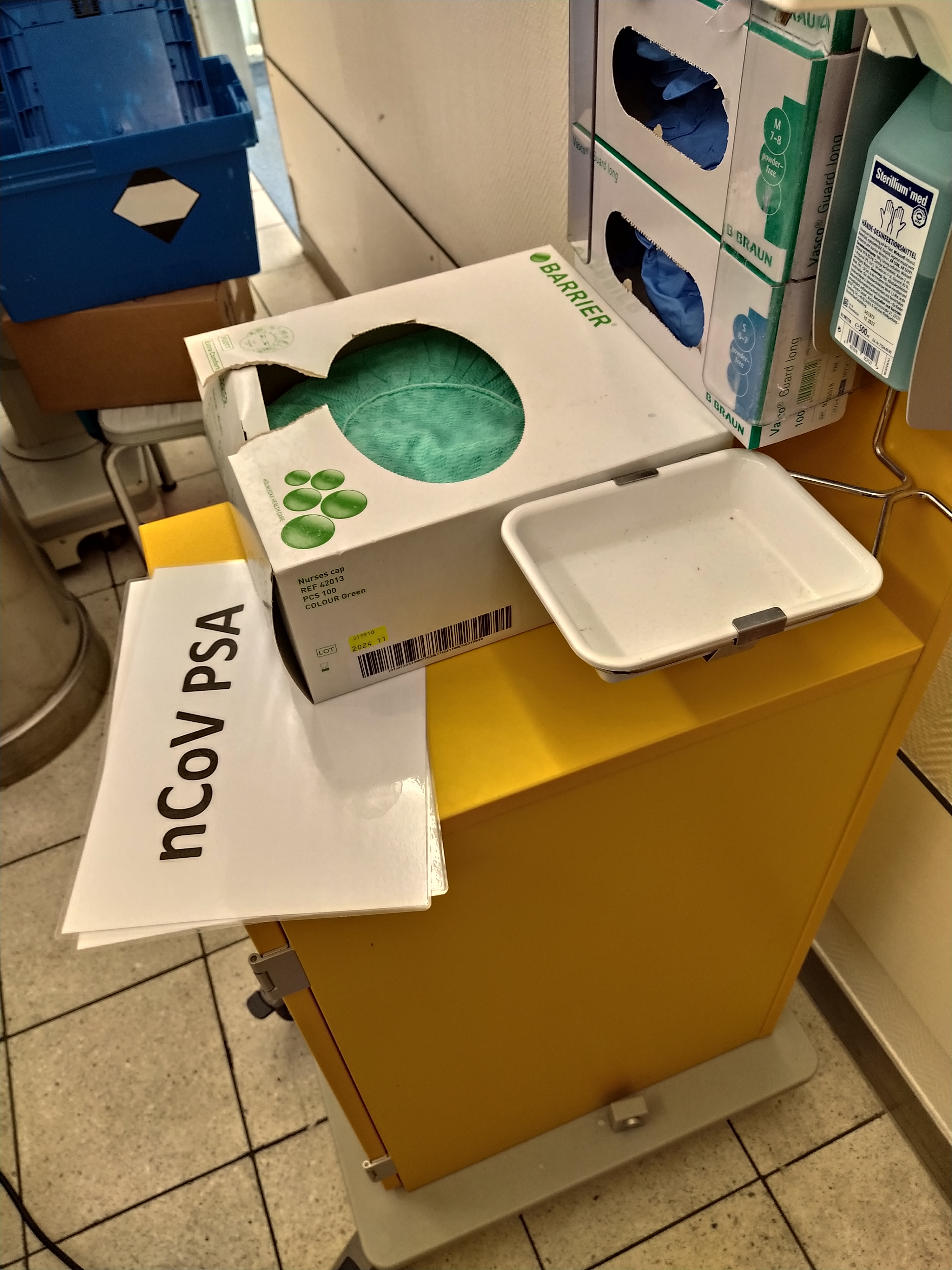
Persönliche Schutzausrüstung in der Notaufnahme einer Frankfurter Klinik

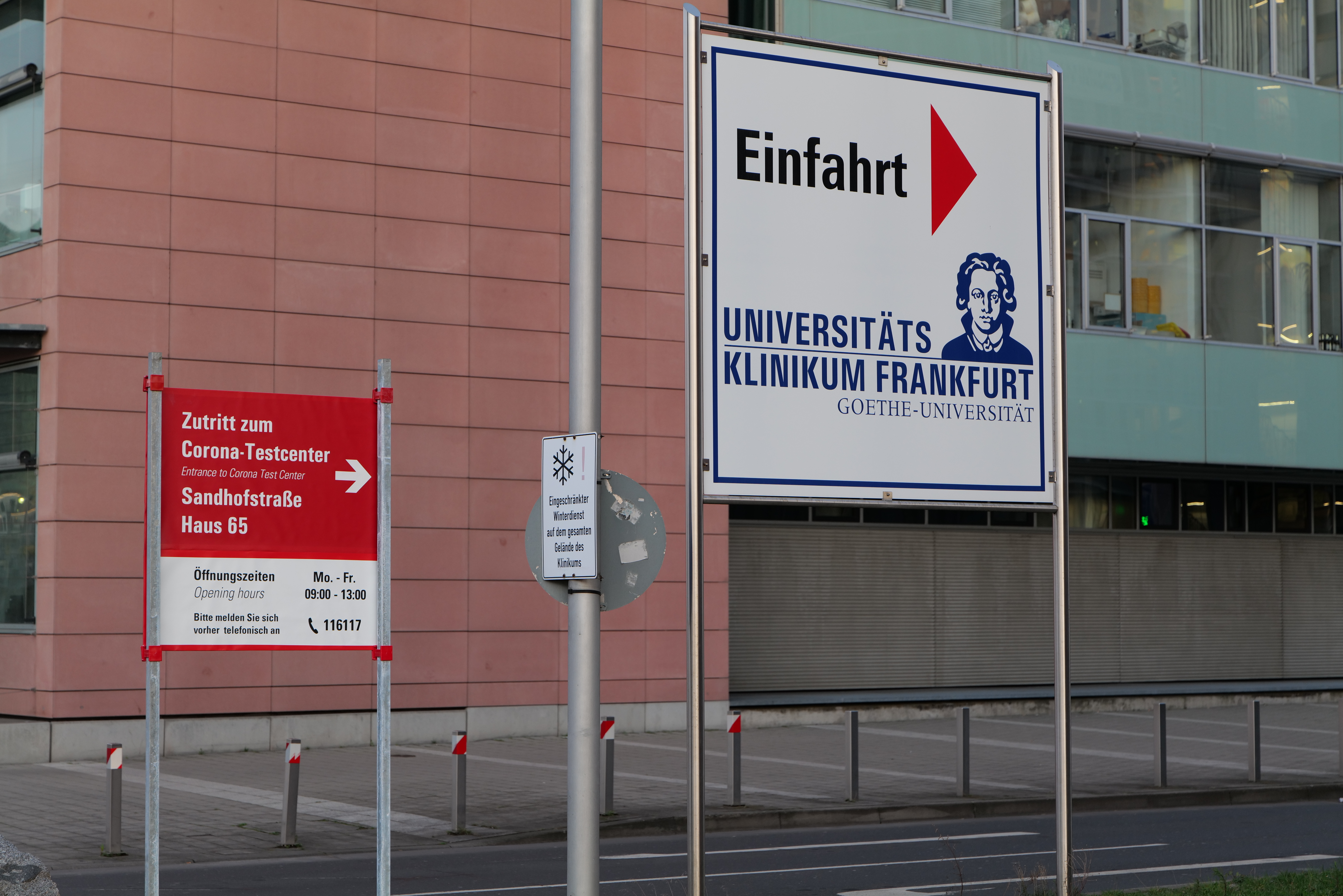
Corona Testzentrum Uni Frankfurt

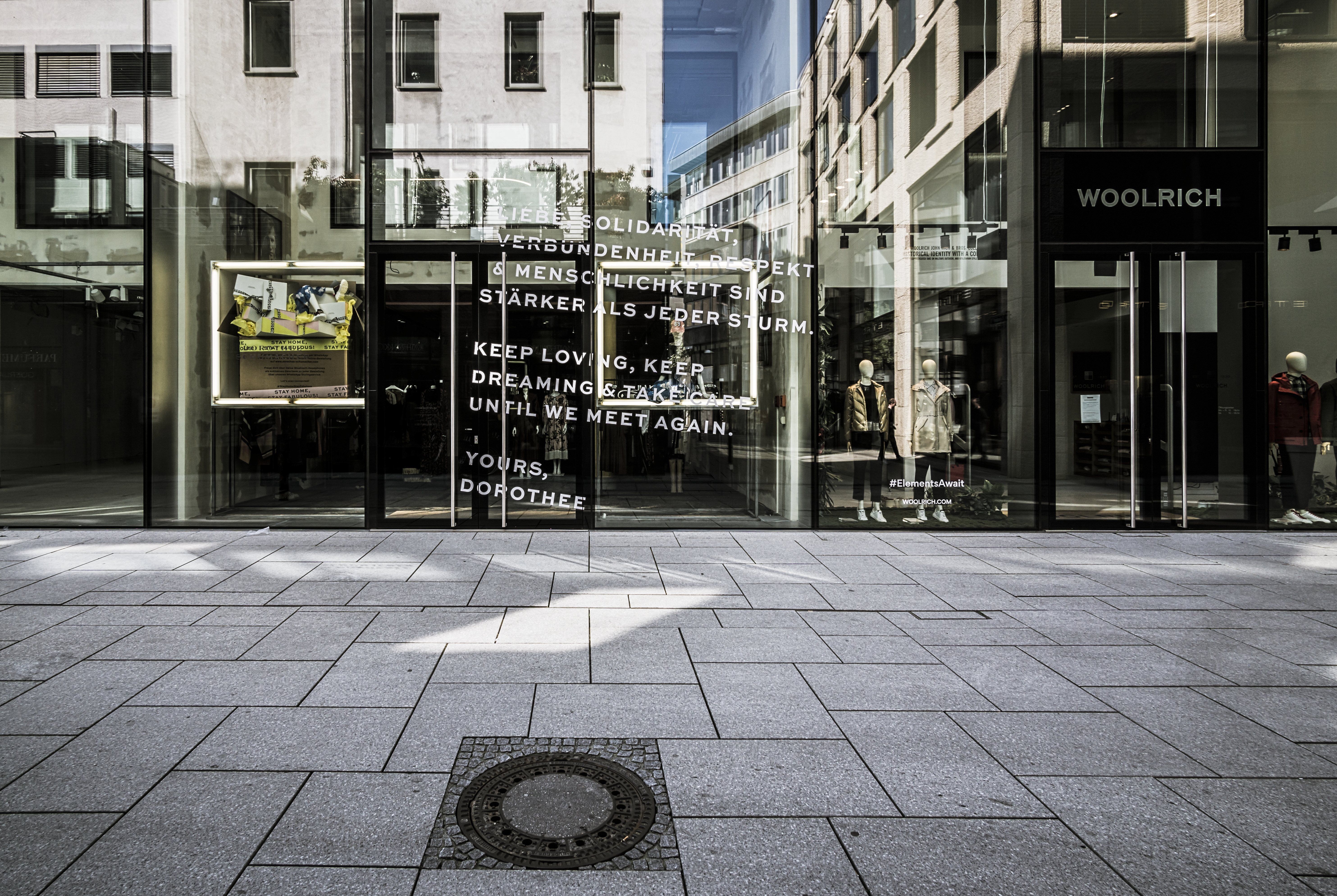
Modegeschäft in Frankfurt mit Durchhaltespruch

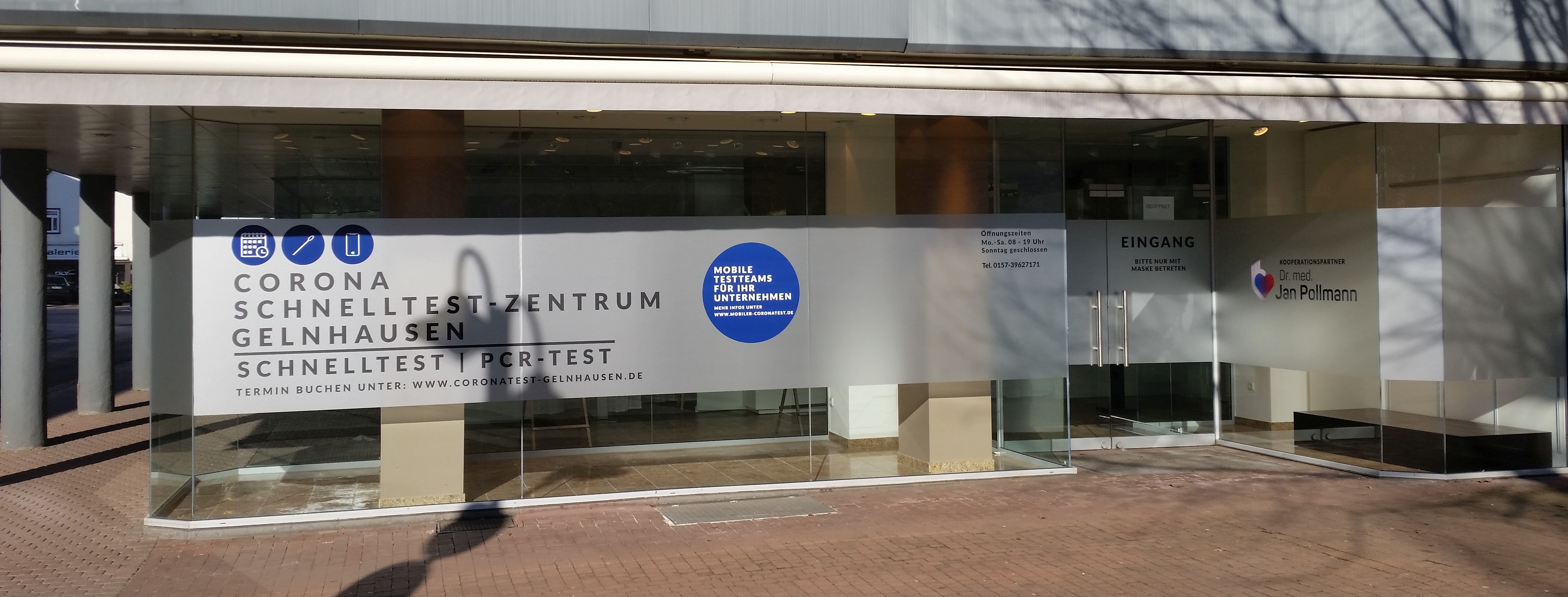
Schnelltestzentrum in Gelnhausen

### März 2020
Am 11. März aktivierte Hessen den Pandemieplan der 2007 verabschiedet und seither nicht mehr aktualisiert wurde. Im Pandemieplan wurde nach dem Meltzermodell im geringst anzunehmenden Fall von mindestens 900.000 Erkrankten in 8 Wochen ausgegangen, bei etwa 13.000 Hospitalisierungen und 3500 Toten. Trotz der im Pandemieplan betonten Notwendigkeit der Versorgung des medizinischen Personals mit Schutzausrüstung, war diese nicht ausreichend verfügbar, obwohl die COVID-19-Pandemie in Hessen binnen des angenommenen Zeitraums geringer ausfiel, als angenommen.
Am 13. März wurde beschlossen, dass Krankenhäuser, die in den Hessischen Krankenhausplan aufgenommen sind, keine medizinischen Eingriffe oder Behandlungen mehr durchführen dürfen, wenn keine dringende medizinische Notwendigkeit besteht. Das galt auch für Privatkliniken, Praxiskliniken und Einrichtungen für ambulante Operationen. Wegen der finanziellen Verluste aufgrund der Corona-Pandemie wurde im Kreis Hersfeld-Rotenburg die Verstaatlichung der Krankenhäuser gefordert
Am 16. März beschloss die Kassenärztliche Vereinigung Hessens die Einrichtung von mobilen Testzentren und begann, Personal zu suchen.
Am 13. März erließ die hessische Landesregierung ein Tätigkeitsverbot bzw. ein Absonderungsgebot für Reiserückkehrer aus den Risikogebieten, die vom RKI definiert wurden, sowie Besuchereinschränkungen für Kliniken, Alten- und Pflegeheime und Einrichtungen der Behindertenhilfe.
Am 19. März wurde beschlossen, Notunterkünfte für Obdachlose und Suchtkranke trotz Corona möglichst lange offenzuhalten.
Am 21. März wurde festgelegt, dass Erzieherinnen, da sie nicht in Kitas arbeiten können, in Behörden eingesetzt werden sollen.
Am 17. März verfügte Hessen, dass alle Vergnügungs-, Sport- und Freizeitstätten, darunter auch Zoos und botanische Gärten schließen müssen. Nur öffentliche Parks blieben geöffnet. Der Verzehr vor Ort in Gaststätten war unter Auflagen bis zum 20. März möglich, danach war nur noch die Mitnahme von Speisen erlaubt.
Am 20. März mehrten sich die Beschwerden, dass es für viele Covid-19-Kranke keine Testmöglichkeiten gebe. In Limburg-Weilburg waren Gesundheitsämter bereits überfordert und es bildeten sich lange Schlangen vor den Teststationen. Das Hessische Ministerium für Wissenschaft forderte alle Studierenden mit Medizin- und Pflegekenntnissen auf, in der Bekämpfung der Corona-Pandemie ihre Hilfe zur Verfügung zu stellen.
Am 22. März setzte Hessen die zwischen Bund und Ländern vereinbarten Kontaktbeschränkungen in einer Verordnung um. Am Flughafen Frankfurt wurde das Nachtflugverbot gelockert, um die Rückkehr von Passagieren und den Frachttransport zu erleichtern. Einreisen von Urlaubern waren zunächst weiterhin möglich.
Am 25. März gab es in Raunheim wegen Nichteinhaltung der Coronaregeln eine Prügelei zwischen Männern, bei der die Polizei einschreiten musste.
Ende März gab es mehrere Berichte zu Konflikten zwischen Polizei und Bürgern. So hustete am 26. März eine Person in Wiesbaden einem Polizisten absichtlich ins Gesicht, ein anderer täuschte einen Hustenanall vor, um die Polizei zu provozieren.
Am 30. März publizierten Forscher der Goethe-Universität erstmals eine Methode eines kombinierten PCR-Tests, mit der mehrere Proben in einem Test vereint werden können, um die weltweiten Testkapazitäten zu erhöhen. Das Verfahren wurde für USA und Europa patentiert. Durch das „mini pool System“ können insbesondere große Kohorten getestet- und Untersuchungen bei asymptomatischen Menschen durchgeführt werden, wobei eine massive Einsparung insbesondere von Testkits ermöglicht wird.
Am 31. März berichtet die Frankfurter Neue Presse über vermehrte Überlastung der Ärzte und Mangel an Schutzausrüstung. Ärzte drohten mit Praxisschließungen, um sich selbst und Personal zu schützen.
Bereits Ende März verschlechterte sich die Situation für Obdachlose und sozial Schwache, weil Betreuungsangebote in vielen Einrichtungen eingeschränkt und zurückgefahren wurden. Die Diakonie musste Schlafunterkünfte wegen Corona schließen, Tafeln hatten zunehmend Probleme, Personen zu versorgen und Einkommensquellen durch das Flaschensammeln entfielen.

### April 2020
Am 1. April galt in Hessen ein Besuchsverbot für Altenheime, nachdem es in Höchst, Schwalmstadt und Frankfurt zu vielen Infektionen und mehreren Todesfällen gekommen war. Zum Schutz von Obdachlosen wurden von Christiane Böhm kurzfristige Ausbaumaßnahmen gefordert
Am 5. April kam es zu Konflikten, als die Polizei eine Versammlung mit 25 Personen in Wiesbaden auflöste.
Am 6. April stellten Forscher aus Frankfurt eine konkrete Methode des PCR-Tests vor, mit der bis zu 5 Proben gleichzeitig binnen 4 Stunden sicher getestet werden können.
Am 9. April wurden Massentests in Seniorenheimen angekündigt. Dazu wurde ein Linienbus zu einem mobilen Testzentrum umgebaut.
Am 10. April forderte Markus Mailinger, Firmenchef der Innovative Fiber Solutions aus Hessen, dass der Staat zur Steigerung der Produktion des für die Schutzmasken benötigten Vliesstoffs selbst die dafür nötigen Maschinen anschaffen solle, statt nur auf Subventionen zu setzen. Denn bei den teuren Maschinen müssten die Unternehmen mit dem Risiko kalkulieren, dass in ein paar Jahren der Bedarf wieder wegfalle, so dass jetzt nicht im erforderlichen Maß investiert werde.
Am 10. April traten Einreisebeschränkungen in Hessen und damit auch am Flughafen Frankfurt in Kraft, wonach sich Einreisende in eine 14-tägige Quarantäne begeben müssen.
Am 15. April kündigte Ministerpräsident Bouffier an, dass die Kontaktbeschränkungen bis mindestens zum 3. Mai 2020 verlängert werden. Außerdem ab dem 20. April alle Geschäfte bis zu 800 m² Verkaufsfläche unter Auflagen wieder öffnen, das galt unabhängig von der Größe auch für Kfz-Händler, Fahrradläden und Buchhandlungen. Die Kirchen bleiben weiterhin für Gläubige geschlossen. Die Landesärztekammer Hessen plädierte für flächendeckende Coronatests.
Am 16. April wurde die Verlegung hessischer Patienten verfügt, um Kliniken zu entlasten.
Am 17. April beschloss die Landesregierung, dass Schüler in Hessen in der Regel in die nächsthöhere Jahrgangsstufe versetzt werden sollen.
Am 17. April war Hanau die erste Stadt Hessens, die die Einführung einer Maskenpflicht bekanntgab. Sie galt insbesondere für den ÖPNV.
Am 18. April wurde bekannt gegeben, dass in Hessen auch Läden mit einer Verkaufsfläche von mehr, als 800 m² wieder öffnen dürfen, sofern sie die Verkaufsfläche auf diese Größe reduzieren.
Am 19. April hatte aufgrund der hohen Zahl der beatmungspflichtigen Patienten das Versorgungsgebiet Frankfurt-Offenbach die Stufe 2 des vierstufigen Alarm-Systems erreicht. Daraufhin wurden die Bettenkapazitäten erhöht.
Seit dem 20. April sind Geschäfte und Eisdielen wieder geöffnet. In Hanau bestand in öffentlichen Verkehrsmitteln eine Maskenpflicht. Masken wurden zum „Selbstkostenpreis“ von 5 Euro verkauft.
Am 21. April stellte die Firma Viessmann im nordhessischen Allendorf (Eder) binnen weniger Tage die Produktion um und begann mit der Herstellung von Desinfektionsmitteln und Gesichtsmasken sowie von mobilen Beatmungsgeräten u. a. in Abstimmung mit dem Kreiskrankenhaus in Frankenberg (Eder).
Am 22. April wurde für die gesamte Bad Homburger Innenstadt eine Maskenpflicht beschlossen. Diese wurde aber einige Tage später wieder zurückgenommen.
Seit dem 27. April bestand in ganz Hessen eine Maskenpflicht bzw. Pflicht zur Mund-Nasen-Bedeckung. Dies bezog sich auf den öffentlichen Nahverkehr sowie Geschäfte einschließlich Post- und Bankfilialen. Der Hessische Verwaltungsgerichtshof bestätigte die Maskenpflicht, indem er am 6. Mai 2020 den Eilantrag eines Klägers abwies, der sich in der Persönlichkeitsentfaltung beschnitten sah.
Am 27. April sollten die Schulen wieder schrittweise öffnen, zunächst sollte mit den Abschlussklassen der Haupt-, Real- und Berufsschulen, den vierten Klassen der Grundschulen und den Q2-Schülern der Gymnasien. Am 24. April gab der Hessische Verwaltungsgerichtshof jedoch dem Eilantrag einer Schülerin statt und setzte die Schulpflicht für die 4. Klasse außer Vollzug. Daraufhin wurde der (Präsenz-)Schulbetrieb für die 4. Jahrgangsstufe nicht am 27. April aufgenommen.
Am 28. April kündigte die Landesregierung Lockerungen in Bezug auf Gottesdienste und Alten- und Pflegeheime an. Glaubensgemeinschaften sollen sich ab dem 1. Mai mit Vorsichtsmaßnahmen wieder versammeln dürfen. Besuche in Alten- und Pflegeheimen sollen unter Auflagen ab dem 4. Mai erlaubt sein.
Am 29. April nutzten zwei Männer ihre Corona-Masken als Tarnung, um einen Einkaufsmarkt im Kasseler Stadtteil Oberzwehren zu überfallen.
Bis zum Ende April waren allein am Frankfurter Flughafen bereits über 4 Milliarden Schutzmasken eingetroffen.

### Mai 2020
Seit dem 1. Mai durften sich Glaubensgemeinschaften mit Vorsichtsmaßnahmen wieder versammeln, und Besuche in Alten- und Pflegeheimen waren unter Auflagen wieder erlaubt.
Das für den 1. Mai geplante internationale Radrennen Rund um Eschborn–Frankfurt wurde aufgrund der zu erwartenden Zuschauerzahlen nicht durchgeführt.
Am 3. Mai wurde ein Supermarkt in Rüsselsheim für 3 Tage geschlossen, weil der Betreiber wiederholt gegen Corona-Auflagen verstoßen hatte. Erst am 7. Mai durfte er wieder öffnen.
Seit dem 4. Mai sind in Hessen sowohl Frisöre als auch weitere Geschäfte, u. a. auf der Zeil, wieder geöffnet. Auch Zoos und botanische Gärten durften wieder eingeschränkt öffnen. Am 4. Mai öffnete u. a. das Vivarium Darmstadt. Auch Musikschulen durften mit Einschränkungen wieder öffnen.
Am 5. Mai wurde eine Ausweitung der Tests in Altenheimen beschlossen. Laut Kai Klose würden Konzepte für Testungen im Sinne eines screenings erarbeitet. In Gießen begann ein Labor auf COVID-19 statt auf Salmonellen zu testen.
Am 6. Mai öffnete der Zoo Frankfurt. Tickets sind nur online und in begrenzter Zahl erhältlich. Die Tierhäuser bleiben weiterhin geschlossen.
Am 7. Mai kündigte die Landesregierung weitere Lockerungen an, die sich überwiegend an den Beschlüssen der Bundesregierung vom 6. Mai orientierten. Zur Unterstützung der Künstler richtete das Kulturdezernat der Stadt Frankfurt einen Notfallfonds ein. Die Künstlerhilfe Frankfurt gab später bekannt, Künstler auch bei nutzlosen Aufwendungen unterstützen zu wollen. Bis zum Juni wurden über 50 Künstler unterstützt.
Ab Samstag, 9. Mai waren viele Sport- und Kulturangebote wieder nutzbar. Gottesdienste waren erlaubt. Anders als etwa in der Gastronomie ist eine Registrierung der Gottesdienst-Besucher mit Namen und Adresse keine Pflicht. Trotz der Lockerungen kam es zu einer Hygienedemo in Limburg. Etwa 80 Demonstranten kritisierten die aktuellen Beschränkungen. Die Polizei löste die Demonstration wegen Missachtung der Abstandsregeln auf.
Zum 11. Mai gab das Land Hessen eine Verordnung zur Auslegung der Vorschriften im Rahmen der Pandemie heraus, welche das Hygienekonzept präzisiert und die Durchführung von Veranstaltungen mit bis zu 100 Teilnehmern regeln soll.
Am Montag, den 11. Mai durfte der Palmengarten Frankfurt wieder öffnen. Der botanische Garten und die Außenanlage waren offen; die Schauhäuser blieben noch geschlossen. In Frankfurt demonstrierten 500 Gegner der Corona-Beschränkungen und Verschwörungstheoretiker. Die Polizei ließ die Demonstranten trotz Verletzung des Abstandsgebotes überwiegend gewähren.
Am 12. Mai äußerte sich das Gesundheitsamt Frankfurt zur Gefahr einer zweiten Infektionswelle dahingehend, dass man nicht daran glaube und gut vorbereitet sei. Der Sinn der geplanten Corona-Warn-App wurde infragegestellt.
Seit 15. Mai durften viele Gastronomiebetriebe und das Hotelgewerbe wieder öffnen. Auch der Hessenpark war wieder geöffnet. Einige Gaststätten und Restaurants öffneten jedoch nicht, weil der Betrieb unter den gebotenen Auflagen sich nicht gerechnet hätte. Einige Bars öffneten wiederum nicht, um gegen die Auflagen zu demonstrieren.
Am 16. Mai wurde in Hessen die Fußball-Bundesliga 2019/20 mit dem Spiel Eintracht Frankfurt gegen Borussia Mönchengladbach als Geisterspiel fortgesetzt. Die nur gut 100 Zuschauer bestanden ausschließlich aus Ersatzspielern, Betreuern, Ordnern und Pressevertretern und trugen überwiegend Schutzmasken.
Am 17. Mai gab es in Frankfurt erneut eine Corona-Demo, darunter auch der frühere Occupy-Aktivist Hajo Köhn, sowie Impfgegner, Verschwörungsideologen und Trump-Anhänger. Peter Beuth warnte davor, dass auch Rechtsextreme an den Protesten teilnähmen.
Am Montag, den 18. Mai kehrten die über 500.000 hessischen Schüler, darunter auch die Viertklässler, an die Schulen zurück. Der Unterricht erfolgte unter strengen Auflagen. Die einzelnen Jahrgänge hatten z. B. nur 1–2 Tage Präsenzunterricht und bestreiten den Rest in Form von home schooling. In Baunatal wurde die bis dahin größte Firmeninsolvenz aufgrund der Coronakrise bekannt: Die Finoba Automotive GmbH meldete Insolvenz an. 500 Mitarbeiter waren betroffen.
Am 19. Mai wurde beschlossen, dass ab dem 25. Mai wieder eine Kindertagespflege möglich sein würde.
Am 20. Mai wurde beschlossen, dass Freibäder bis zum 5. Juni weiter geschlossen bleiben sollten. Lediglich das Vereinsschwimmen sollte schon ab dem 1. Juni wieder möglich sein. Sauna und Wellness-Bereiche blieben weiterhin geschlossen.
Am 22. Mai wurde die Einrichtung einer Reha-Station in der Median-Klinik in Bad Nauheim gemeldet. Der leitende Chefarzt, Ben Friederichs, erklärte, dass bei COVID-19-Patienten besonders Atemprobleme, ein Rückgang der Fitness sowie ein starker Muskelabbau zu verzeichnen sei und dass Herz und Lunge die beiden Zielorgane des Virus seien.
Am 23. Mai wurde als Folge eines Massenausbruchs bei einem Gottesdienst in Frankfurt eine geplante Veranstaltung für den 24. Mai mit 1000 erwarteten gläubigen Muslimen abgesagt, die ein Fastengebet veranstalten wollten.
Am 24. Mai gab die Oper Frankfurt bekannt, ab dem 29. Mai wieder vor Publikum spielen zu wollen. Zunächst wurde mit einem Liederabend begonnen. Zutritt hatten maximal 100 Zuschauer unter besonderen Hygienevorgaben.
Am 25. Mai wurde das Betreuungsverbot für die Kindertagespflege in Hessen aufgehoben.
Am Dienstag, den 26. Mai gab die Landesregierung bekannt, dass die Regel, nach der Gaststätten fünf Quadratmeter Fläche pro Gast bereitstellen müssen, zum folgenden Donnerstag wegfallen werde und nur noch der Abstand von 1,5 m eingehalten werden müsse. Auch die Bestimmungen zur Sauna- und Schwimmhallennutzung und Kinderbetreuungen wurden angepasst.
Am 27. Mai gab die Landesregierung einen Maßnahmenkatalog für den eingeschränkten Betrieb der Kitas in Hessen ab Juni heraus.
Am 28. Mai bekräftigte Kai Klose nochmals, dass es in Hessen keine flächendeckenden Tests in Altenheimen geben werde.
Trotz der beschlossenen Lockerungen mussten auch im Mai 2020 die meisten Kulturveranstaltungen abgesagt werden, selbst wenn sie im Freien hätten stattfinden sollen.

### Juni 2020
Ab Samstag, dem 1. Juni öffneten einige weitere Freizeiteinrichtungen in Hessen u. a. waren die Kubacher- und die Herbstlabyrint-Höhle wieder geöffnet.
Ab dem 2. Juni wurde der Betrieb der hessischen Kindertagesstätten eingeschränkt fortgesetzt.
Am 4. Juni startete unter der Leitung von Sandra Ciesek eine Studie, welche die Ausbreitung der Infektionen in Kitas untersuchen soll. Dazu werden in 60 Einrichtungen die Kinder und Erzieherinnen über mehrere Wochen hinweg getestet.
Am 5. Juni wurden Maßnahmen zur Förderung von Kulturschaffenenden beschlossen
Am 6. Juni, dem Tag der Organspende, berichtete die Deutsche Stiftung Organtransplantation (DSO), dass die Bereitschaft zur Organspende trotz Corona bundesweit etwa gleichbleibend war und nur in Hessen gesunken sei.
Am 8. Juni wurde bekannt, dass das Land Hessen 10.000 Tablets an Alten- und Pflegeheime verschenken will. Die Landesregierung debattierte die Situation in Altenheimen, in denen 50 % der Toten zu beklagen seien, während der Sozialminister Corona-Reihentests in Pflege- und Gesundheitseinrichtungen zunächst weiter blockierte.
Am 9. Juni wurde in Darmstadt zur Unterstützung der Kliniken ein Bürgeraufruf gestartet, um Personal für Kliniken zu akquirieren.
Am 10. Juni wurden weitere Beschlüsse zu sofortigen Lockerungen und Wiederaufnahme des Schulbetriebs ab dem 22. Juni erlassen.
Am 15. Juni wurden die Quarantäne- und Sicherheitsbestimmungen für Einreisende und Reiserückkehrer angepasst. Auch die Beschränkungen der Kontakte im sozialen und betrieblichen Bereich wurden neu verfügt. Auch wurde beschlossen, dass zukünftig auch Personen auf das Coronavirus getestet werden können, wenn sie keine Symptome aufweisen.
Am 16. Juni wurde die bundesweit eingeführte Corona-Warn-App auch in Hessen vorgestellt. Kristina Sinemus wies auf das hohe Maß an IT-Sicherheit und Datenschutz sowie die guten Erfahrungen mit der Hessen-Warn-App hin Allerdings benötigt die App mindestens iOS 13.5, bzw. Android 6.0, die bei älteren Geräten nicht vorhanden sind.
Am 17. Juni wurde entschieden, das Rheingau Musik Festival abzusagen. Das hr-Sinfonieorchester spielt stattdessen Benefizkonzert, welches im Internet übertragen werden soll. Auch das Frankfurter Oktoberfest wurde abgesagt. Freibäder in Wiesbaden dürfen aber ab sofort wieder öffnen.
Am 19. Juni wurden trotz wieder leicht steigenden Zahlen weitere Lockerungen für Altenheime, den Einzelhandel und Veranstaltungen beschlossen. In Darmstadt dürfen Schausteller ihre Stände auf Bauernmärkten aufstellen. Ebenfalls am 19. Juni kündigten Kai Klose und Sandra Ciesek eine Pilotstudie in 50 hessischen Alten- und Pflegeheimen an, wo regelmäßig auf das Coronavirus getestet werden soll. Die Lufthansa bot erstmals mit der Verbindung Frankfurt – Shanghai wieder Linienflüge nach China an.
Am 20. Juni feierten Abiturienten des Jahrgangs 2020 in Autokinos. Gleichzeitig wurde bekannt, dass zum Schutz der Bevölkerung die Caritas alle Seniorenreisen abgesagt hat.
Am 24. Juni wurde beschlossen, die Regelstudienzeit an den hessischen Hochschulen um 1 Semester zu verlängern, um mögliche Nachteile durch die Pandemie zu verhindern.
Am 26. Juni beschloss Hessen ein Beherbergungsverbot für Urlauber aus Risikogebieten, konkret aus Regionen, die eine größere Inzidenz als 50 haben. Dies betraf vor allem Reisende aus NRW.
Am 29. Juni wurde am Frankfurt Flughafen ein Corona-Testzentrum eingerichtet.
Am 30. Juni kündigte Kultusminister Alexander Lorz an, dass die Schulen in Hessen nach Ende der Sommerferien wieder gemeinsamen Präsenzunterricht für alle durchführen und das Abstandsgebot im Unterricht aufgehoben werde. Er berief sich auf Empfehlungen einer Konzeptgruppe.
Auch im Juni fielen viele Kulturveranstaltungen aus oder wurden nur eingeschränkt durchgeführt. Der Kultursommer Hessen startete am 20. Juni unter erschwerten Corona-Randbedingungen.

### Juli 2020
Am 1. Juli schloss die Kassenärztliche-Vereinigung-Hessen als Reaktion auf mehrere Falschtests im Vogelsberg ihr Testcenter in Alsfeld. Verdächtige Patienten müssen sich in benachbarten Landkreisen testen lassen. In Gelnhausen wurden Ärzte über den Umzug eines Testzentrums zum 1. Juli durch die KV-Hessen falsch informiert. Infolgedessen betraten an den Folgetagen zahlreiche potenzielle Patienten ein Gebäude des DRK, in dem aber schon seit Beginn der Corona-Pandemie erhöhte Hygiene- und Sicherheitsbestimmungen bestanden. Aufgrund mehrerer COVID-Erkrankungen wurden Quarantänemaßnahmen in Schulen in Bad Orb, Linsengericht und Hanau beschlossen.
Am 3. Juli wurden weitere Lockerungen bezüglich des Aufenthaltes im Freien, möglichen Versammlungen und dem Besuch in Krankenhäusern beschlossen. Grundsätzlich durften Konzerthallen und Kinos ab der Folgewoche wieder öffnen, Tanz- und Musikveranstaltungen blieben aber weiterhin verboten. Viele geplante Konzerte konnten daher trotzdem nicht stattfinden, weil keine ausreichenden Zuschauer und Gäste erwartbar waren.
Am 4. Juli vermeldete das Gesundheitsamt Offenbach, ein Muster bei den Neuerkrankungen erkannt zu haben. Es treten vermehrt Coronavirus-Infektionen nach der Einreise aus dem Ausland auf. Vielen Menschen steckten sich in Risikogebieten an und brächten die Krankheit mit nach Hause, worauf im Kreis Offenbach häufig Kitas und Schulen geschlossen werden müssten. Dessen Leiter, Bernhard Bornhofen betonte, dass Rückkehrende aus Corona-Risikogebieten verpflichtet seien, sich beim Stadtgesundheitsamt zu melden und sich für 14 Tage in Quarantäne zu begeben – ansonsten drohe eine Strafe von bis zu 25.000 Euro.
Am 5. Juli wurde bekannt, dass dem Oberbürgermeister von Darmstadt, Jochen Partsch, eine Kiste mit mutmaßlich gebrauchten Corona-Masken zugesandt wurde. Der Oberbürgermeister erstatte Strafanzeige gegen Unbekannt bei der Staatsanwaltschaft Darmstadt.
Am 6. Juli berichten Marburger und Frankfurter Ärzte von Fortschritten in der Antikörpertherapie bei Corona-Viren.
Am 7. Juli beschlossen Peter Feldmann und die Organisatoren des CSD in Frankfurt, die Veranstaltung vom 17.–19. Juli digital durchzuführen, mit einem Autokorso am Samstag.
Am 8. Juli verkündeten Kai Klose und Peter Beuth ein Präventions- und Eskalationskonzept zur Eindämmung der weiteren Ausbreitung von SARS-CoV-2, um konzentrierter gegen lokale Massenausbrüche vorgehen zu können. Bereits ab einer regionalen Inzidenz von 20 sollen lokale Maßnahmen ergriffen werden. Unterdessen bot der Kreis Limburg-Weilburg Tests für Jedermann an.
Am 9. Juli kündigte Offenbach das Projekt Back to Live Vol. 1" an: Am Abend des 17. Juli soll eine Corona-Party ohne Beschränkungen stattfinden. Dazu müssen sich die Teilnehmer am Vormittag testen lassen und dürfen bei negativem Ergebnis ohne Abstandsregeln oder Masken teilnehmen.
Am 10. Juli mehrten sich die Beschwerden über öffentliche Partys auf den Straßen, vor allem an den hotspots Frankfurter Opernplatz und Friedrich-Ebert-Straße in Kassel. wegen Lärm, Müll und Missachtung der Corona-Abstands-Regeln. Die Städte reagierten mit höherem Verwarngeld, dem Einsatz von Polizei und Ordnungsamt sowie Sperrungen.
Ebenfalls am 10. Juli äußerte der Gießener Professor Klaus-Dieter Zastrow wegen zu später Reaktionen Kritik am RKI und der WHO. Nach seiner Ansicht hätte mit Masken für alle die Pandemie im Keim erstickt werden können und es sei ein Skandal, dass sich WHO und RKI dagegen gestellt hätten. Laut der Tagesschau hätten auch weitere Wissenschaftler wie Holger Schünemann von der McMaster-Universität Studien gesichtet und seien bereits Ende Mai zu dem Schluss gekommen, dass Masken sehr wohl wirksam seien. Auch Karl Lauterbach habe bereits von Anfang an auf die angeblich eindeutige Studienlage hingewiesen, die die Wirkung des Maskentragens belegt hätten. Nach Darstellung der meisten Informationsseiten der Kreise wird die Wirksamkeit der Masken aber weiterhin infragegestellt
Ab 18. Juli stellte Hessen einen neuen Krankenhausplan vor, der eine Anpassung an die dynamische Situation ermöglichen soll. Weitere Attraktionen in Hessen, wie die Kubacher Kristallhöhle, wurden wieder für Besucher geöffnet.
In der Nacht von 18. auf den 19. Juli kam es gegen 2:30 Uhr zu Ausschreitungen auf dem Opernplatz in Frankfurt am Main. Als die Polizei nach einer Schlägerei zwischen 25 und 30 Personen intervenierte, wurden sie von mehreren Anwesenden angegriffen. Die etwa „500 bis 800 Anwesenden“ solidarisierten sich mit den Angreifern, bewarfen die Polizei mit Flaschen und klatschten Beifall. Die Polizei nahm 39 Personen vorübergehend fest. Fünf Polizisten wurden verletzt und mehrere Polizeifahrzeuge beschädigt. Zudem wurde eine am Opernplatz liegende Bushaltestelle schwer beschädigt. Polizeipräsident Gerhard Bereswill zeigte sich entsetzt. Die Stadt Frankfurt am Main ordnete ein bis zum 6. September befristetes nächtliches Aufenthaltsverbot für einen Teil des Opernplatzes an Wochenenden an.
Am 20. Juli wurde die Verordnung zu Corona in Hessen angepasst.
Am 21. Juli erklärte sich das Land Hessen bereit, anfallende Stornokosten für Klassenfahrten zu übernehmen, die wegen Corona abgesagt werden müssen.
Am 22. Juli wurde bekannt, dass Gästelisten, die infolge der Coronabestimmungen in Restaurants und anderen Einrichtungen geführt werden müssen, im Bedarfsfall auch zur Strafverfolgung herangezogen werden. Michael Ronellenfitsch hielt dies tags darauf für „höchst problematisch“ und Jörg-Uwe Hahn erklärte, es müsse sichergestellt sein, dass die Polizei nur bei Ermittlungen zu schweren Straftaten wie Mord oder Totschlag Zugriff bekomme
Am 23. Juli wurde bekannt, dass Hessen ab 1.8. einen Teil der Ausbildungskosten für Azubis in Pflegeberufen übernehmen wird, um diese Berufe attraktiver zu machen.
Am 24. Juli wurden die Bestimmungen zur Abrechnung ehrenamtlicher Dienste mit den Krankenkassen vereinfacht, um die Versorgung Pflegebedürftiger zu erleichtern.
Am 28. Juli aktualisierte das Ministerium den Hygieneplan und erließ Vorgaben für neues Schuljahr. In Frankfurt mahnte eine Eltern-Initiative ein eindeutiges Konzept für den Fall einer zweiten Corona-Welle an.
Am 29. Juli beschloss das Kabinett ein Maßnahmenpaket zu Sondervermögen. Es wurde erneut auf die zunächst bis zum 16. August geltenden Bestimmungen für Reiserückkehrer verwiesen, die sich bei Rückkehr aus Risikogebieten in Quarantäne begeben müssen.
Am 30. Juli berichtete die FAZ über massive Steigerungen bei der Produktion von Corona-Tests in Hessen. Allein 2 Firmen aus Dietzenbach und Rüsselsheim stellen zusammen 15 Mio. PCR- und Antikörpertest im Monat her. Das Kultusministerium und die Kassenärztliche Vereinigung haben sich darauf geeinigt, dass sich Lehrer in Hessen nach den Sommerferien alle 14 Tage freiwillig auf das Coronavirus testen lassen dürfen.
Am 31. Juli löste Offenbach aufgrund steigender Zahlen die Alarmstufe 2 aus. Damit gelten Lockerungen, die in Hessen ab Samstag in Kraft treten, in Offenbach vorerst nicht. So können z. B. Bildungsangebote der Volkshochschule nur eingeschränkt stattfinden. Zudem gilt eine verschärfte Maskenpflicht. Die Hessenschau berichtete diesbezüglich über zunehmende Nichteinhaltung der Maskenpflicht im ÖPV. Die Situation sei nicht so dramatisch wie in Berlin, jedoch komme es auch in Hessen zu Konflikten: In Wiesbaden wurden mehrere Busfahrer bespuckt, in Darmstadt eine Busfahrerin geschlagen.

### August 2020
Am 4. Aug. erließ Hessen infolge der gestiegenen Zahlen neue Regeln für den Sport und Aufenthalt im Freien, so herrscht ab sofort ein Grillverbot. Zudem besteht eine Coronatest-Pflicht für Reisende.
Am 5. Aug. begannen Gießener Forscher um die Professorin für Infektionskrankheiten Susanne Herold mit einer klinischen Studie zur Erforschung der Wirksamkeit eines Botenstoffs bei Corona, von dem bekannt ist, dass es Schädigungen des Lungengewebes abwenden kann, indem es die Reparatur des geschädigten Lungengewebes beschleunigt.
Am 6. Aug wurde gemeldet, dass In Hessen seit April bereits über 6 Mia. Euro an Firmen und Freiberufler geflossen seien.
Am 8. Aug. sprach die Barmer Ersatzkasse von einer steigenden Gefahr einer zweiten Welle. Besonders in Hessen gäbe es eine steigende Zahl von Krankschreibungen vor allem auch in der jungen Bevölkerung. In Hessen dürfen sich ab dem 17. August Kinderbetreuer und Pfleger kostenlos testen lassen.
Am 11. August berichteten Wissenschaftler der Uniklinik Frankfurt über massive Herzschäden bei Coronapatienten. Anhand von MRT-Aufnahmen konnte gezeigt werden, dass auch milde erkrankte Personen zahlreiche Schäden am Herzmuskel sowie Herzmuskelentzündungen aufwiesen. Eine Forschergruppe um Virologen Jindrich Cinatl hat einen möglichen Indikator für schwere Verläufe bei Corona ausgemacht. Im Main-Taunus-Kreis wurden fehlende Teststellen beklagt.
Am 12. August kritisierte der Bundeselternrat die für den Schulstart geplanten Hygienemaßnahmen an Schulen. In Hessen wurde eine Maskenpflicht an den Schulen beschlossen.
Am 13. August verlängerte Hessen als Reaktion auf die jüngsten Anstiege die Maskenpflicht und verschärfte das Bußgeld. Eine Gruppe von Virologen der Universität Marburg erwartet in Kürze die Freigabe klinischer Tests durch das Paul-Ehrlich-Institut für einen ihrer Impfstoffe.
Ebenfalls am 13. August scheiterte eine Schülerin aus Frankfurt am Hessischen Verwaltungsgerichtshof mit einer Klage gegen vorgesehenen Corona-Regelungen in den Schulen. Laut der Hessenschau führte sie an, dass der dort nicht einhaltbare Mindestabstand zu einem höheren Ansteckungsrisiko führen würde und es nicht nachvollziehbar sei, dass im Klassenraum andere Abstandsregeln gelten sollen, als in fast allen Bereichen des täglichen Lebens. Das Gericht entschied im Eilverfahren in einem nicht anfechtbaren Beschluss, dass die angeordnete Abstandsregelung in Hessen nur für den öffentlichen Raum gelte, zu dem die Klassenräume aber nicht zählten. Gleichzeitig berichtet die Hessenschau von der geplanten Durchführung der Weihnachtsmärkte. Von der Landesregierung wurden weitere Regeln im Umgang mit der Corona-Pandemie vorgestellt.
Am 14. August äußerte Alexander Lorz die Befürchtung, dass bis zu 6 % der Lehrer aufgrund der Zugehörigkeit zu einer Risikogruppe ausfallen könnten. Dennoch verteidigte er später Hessens Entscheidung, ab dem 17. zum Regelbetrieb an Hessens Schulen überzugehen.
Am 15. August erließ die Landesregierung eine aktualisierte Verfügung zu Auslandsreisen.
Am 19, August publizierten Forscher der Universität Frankfurt eine Studie zur Ansteckungsgefahr in Flugzeugen. Diese sei geringer, als befürchtet, aber trotz Belüftung gegeben und nachgewiesen.
Am 20. August verschärfte der Landkreis Groß-Gerau die Corona-Maßnahmen wegen eines Ausbruchs bei einer Hochzeit. So müssen u. a. nun an Schulen auch während des Unterrichts Masken getragen werden.
Am 21. August beschloss auch der Kreis Offenbach erweiterte Maßnahmen, da es mehr als 50 Neuinfektionen gab. So dürfen sich im Freien nur noch 5 Personen zusammen aufhalten. Insgesamt befinden sich 650 Menschen in Quarantäne. Minister Kai Klose an die Hessen, die Regeln einzuhalten.
Am 24. August verschärfte Hanau und der Main-Kinzig-Kreis die Kontaktbeschränkungen.
Am 26. August beschloss Wiesbaden aufgrund der steigenden Anzahl von Partys ein nächtliches Verbot von Alkoholkonsum bis zum 21. September und droht Sperrstunden an.
Am 27. August entschied Hessen, Sport bis Ende Oktober ohne Zuschauer stattfinden zu lassen.
Am 28. August erlaubte die Stadt Kassel eine Kirmes mit 3000 Besuchern auf der Schwanenwiese. Die Firma Heraeus stellte ein System vor, um in Schulen und Kindergärten die Luft mit UV-Licht zu reinigen, wie dies bereits in OPs der Fall ist.
Am 30. August mahnte der Gaststättenverband DEHOGA ihre Mitglieder eindringlich zur Einhaltung der Schutzregeln.

### September 2020
Am 2. September verbot ein Gericht einer Schule in Wiesbaden, eine dringende Maskenempfehlung im Unterricht auszusprechen. Auch der Kultusminister lehnte eine Maskenpflicht im Unterricht ab. Die Firma VW in Baunatal stellt ihren Mitarbeitern ein kostenloses Testcenter zur Verfügung.
Am 8. September betonte das Sozialministerium, dass die Infektionen, die bei Reisenden festgestellt werden, nicht der Region Frankfurt, sondern der Region zugeschrieben werden, wo da zuständige Gesundheitsamt ansässig ist.
Am 9. September rief in Frankfurt ein Kellner, der trotz positivem Corona-Test weiter in einer Bar arbeitete und dabei weitere Personen ansteckte, das Gesundheitsamt auf den Plan.
Ebenfalls am 9. September berichtete die FAZ über den 2-gleisigen Ansatz Giessener Forscher, mit neuen Medikamenten das Coronavirus zu bekämpfen und gleichzeitig eine universelle Technologiepipline zu schaffen mit der auch künftige Viren bekämpft werden können.
Am 11. September wies Sandra Ciesek auf die wachsende Zahl junger Infizierter hin, was die relativ geringe Zahl der Hospitalisierten erkläre.
Am 12. September gab es wieder Proteste gegen Corona-Maßnahmen u. a. in Wiesbaden. Mehrere Personen wurden erneut wegen Verstößen mit Bußgeldern belegt. Einige, die mehrfach gegen Quarantäne-Auflagen verstoßen hatten, wurden zwangsweise untergebracht.
Am 13. September wurden die Karnevalsumzüge und die Eröffnung der Session in Kassel abgesagt.
Am 14. September wird von anhaltenden Problemen im Offenbacher Nahverkehr berichtet. Obwohl 1/3 der Fahrgäste fehlen, stehen Schüler dicht gedrängt und immer noch tragen Fahrgäste keine Masken. Das Land Hessen startete eine Studie zum Einsatz von Antigen-Schnelltests gegen die Ausbreitung des Corona-Virus bei 1000 Lehrkräften.
Am 17. September wurden als Folge der stetig steigenden Infektionszahlen, welche zuletzt mehrfach dreistellig waren , die Weihnachtsmärkte durch den Krisenkreis abgesagt.
Am 18. September gab es bis zu 5 kostenlose Tests für Pflegekräfte. Einreisende aus Risikogebieten müssen nicht in Quarantäne, wenn sie weniger als 72h bleiben. Es gab keine Beschränkungen mehr, beim Besuch von Alten- und Pflegeheimen.
Am 19. September berichtete die FAZ über die verharmlosende Darstellung von Corona durch das Deutsche Netzwerk Evidenzbasierte Medizin und die zahlreichen vergessenen Krankheitsfälle, die sich hinter den geringen Todeszahlen verbergen. In Frankfurt kam es zu einer Rotlicht-Demo, auf der die Wiederöffnung der Bordelle gefordert wurde. Zur Demo hatte Juanita Henning vom Hilfeverein für Prostituierte, Doña Carmen aufgerufen. Das RKI weist in seinem Tagesbericht drauf hin, dass der R-Wert schon vor mehr als einer Woche deutlich über 1 liegt und damit das Infektionsgeschehen permanent zunehme.
Am 20. September wird von allgemein steigenden Infektionszahlen unter Schülern berichtet. Mit der Carl-von-Ossietzky-Schule in Wiesbaden musste erneut eine Schule für 1 Woche geschlossen werden. Ferner wurde vermeldet, dass sich die Kliniken wieder füllten, wobei nicht alle Betten ausgenutzt werden könnten, um Corona-Abstände einhalten zu können. Unterdessen demonstrierten wieder sogenannte Querdenker in Frankfurt.
Am 25. September forderte der Frankfurter Virologe Martin Stürmer eine schärfere Partyobergrenze. Zugleich betonte er, dass eine generelle Maskenpflicht selbst im Freien nicht dazu führe, das Infektionsgeschehen signifikant nach unten zu drücken.
Am 26. September wurde bekannt, dass die Städte Frankfurt, Wiesbaden und Darmstadt doch Weihnachtsmärkte durchführen wollen.
Am 30. September wurde infolge ansteigender Zahlen entschieden, eine bundesweite Warnampel, ähnlich dem hessischen Modell einzuführen.

### Oktober 2020
Am 4. Oktober wurde eine interaktive Karte für Ausflüge in Coronazeit veröffentlicht. Zudem gab es einen neuen Hygieneplan für die Schulen.
Am 14. Oktober entschied sich Frankfurt angesichts der steigenden Zahlen, bei der Kontaktnachverfolgung auf Unterstützung durch die Bundeswehr zurückzugreifen.
Am 30. Oktober wurde in Fulda ein weiteres Testcenter eröffnet. Der Ausschank von Alkohol in Gaststätten nach 23:00 Uhr wurde untersagt.

### Dezember 2020
Am 27. Dezember begann in Hessen die landesweite Impfaktion gegen das SARS-CoV-2-Virus mit dem Impfstoff der Firmen-Kooperation Pfizer-BionTech.

### Januar 2021
Am 13. Januar wurde im Landkreis Fulda eine Bewegungseinschränkung verhängt, da die Inzidenz über 300 lag. Personen durften sich nur noch aus triftigen Gründen mehr als 15 km von ihrem Wohnhaus entfernen. Laut Bericht in der Hessenschau wolle der Landkreis damit verhindern, zu einem touristischen Hotspot zu werden. Die Sperre gelte insbesondere für private Tätigkeiten, jedoch nicht für sportliche Betätigungen. So war es für Besucher von außerhalb weiterhin möglich, Skisport in der Rhön zu betrieben.

### August 2021
Am 20. August berichtete das Paul-Ehrlich-Institut mehrere Fälle von Herzmuskelentzündungen bei Jugendlichen nach einer Biontech-Impfung, die über dem zu erwartenden Durchschnitt lagen.

## Maßnahmenpakete
Die Hessische Landesregierung fasste zu verschiedenen Zeiten Beschlüsse und Maßnahmenpakete, welche in Details von denen der Bundesregierung abwichen. Diese sind im Folgenden aufgeführt:

### Soforthilfepaket vom 30. März 2020
Die Hessische Landesregierung startete Ende März ein Soforthilfeprogramm für Kleinunternehmen und Selbständige. Seit dem 30. März wurden 134.500 Anträge
eingereicht. Stand 1. Juni 2020 waren 116.000 Anträge abschließend bearbeitet – 99.300 davon mit positivem Ausgang. Bisher wurden über 900 Mio. Euro ausgezahlt. Laut Meldung vom 8. Juli sind insgesamt 943 Mio. ausgezahlt worden. Das Land Hessen legte zudem ein Programm zur Fachkräftesicherung auf, welches unter anderem Selbständigen und Kleinunternehmern eine Beratung bot, wie sie mit der Krise umgehen können. Allerdings ist die Beratung kostenpflichtig und nur ein Teil davon wird gefördert.

### Hilfspaket für Firmen und Vereine vom 4. April
Im April 2020 erfolgte durch die Landesregierung ein Beschluss zum Sondervermögen im Umfang von 5 Mia. Euro und ein bis auf 2023 ausgelegtes Aufbauprogramm, darunter Investitionen in Digitalisierung, Umweltschutz und Beteiligungen sowie weitere Hilfsprogramme für Firmen. Auch Vereine können bis zu €10.000,- Förderung bekommen. Insgesamt sollen 1.2 Mia Euro ausgeschüttet werden.

### Maskenpflicht vom 27. April
Nach Beschluss durch die Landesregierung mussten Bürgerinnen und Bürger ab dem 27. April eine Maske tragen, die – wörtlich – „unabhängig von einer Kennzeichnung oder zertifizierten Schutzkategorie geeignet ist, eine Ausbreitung von übertragungsfähigen Tröpfchenpartikeln oder Aerosolen durch Husten, Niesen oder Aussprache zu verringern“. Die Art der Maske wurde entgegen den wissenschaftlichen Erkenntnissen nicht vorgegeben. Stattdessen wird von einer Mund-Nasen-Bedeckung gesprochen. Genannt wurden auch Schals, Tücher und Gesichtsvisiere.
Die Mund-Nasen-Bedeckung muss getragen werden:
- in Fahrzeugen des öffentlichen Personennahverkehrs (Bus, Bahn, Taxi, Schiff und Luftfahrzeug)
- in Bahnhofs- und Flughafengebäuden sowie in anderen Einrichtungen, die passiert werden müssen, um das Transportmittel besteigen zu können (z. B. Bushaltestellen, U-Bahn-Stationen, Bahnsteige und Schiffsterminals)
- im Publikumsbereich von Geschäften, Bank- und Postfilialen etc.
- auf dem Wochenmarkt
- in allen Gesundheitseinrichtungen wie zum Beispiel Krankenhäusern und Arztpraxen
- in überdachten Einkaufszentren und in Ladenstraßen (Ladenstraßen sind überdachte oder überdeckte Flächen, an denen Verkaufsräume liegen und die dem Kundenverkehr dienen)
- in Spielhallen und Spielbanken
- in geschlossenen Räumen von Museen, Schlössern und Gedenkstätten sowie von Tierparks und Zoos
- bei der Erbringung und Entgegennahme von körpernahen Dienstleistungen (Friseur, Fußpflege, Tattoostudio etc.)
- Die Bedeckungspflicht gilt auch für Küchenpersonal und Servicekräfte, während sie ihre Tätigkeit ausüben.

In Situationen, in denen Maßnahmen der physischen Distanzierung nur schwer eingehalten werden können, wird eine Mund-Nasen-Bedeckung dringend empfohlen.

### Maßnahmenpaket vom 30. April 2020
Am 30. April 2020 wurden die folgenden Lockerungen vereinbart
- Versammlungen zur Religionsausübung (Gottesdienste und Gebetsveranstaltungen) sollen fortan wieder stattfinden können. Für Weltanschauungsgemeinschaften gelten die Ausführungen entsprechend.
- Spielplätze können mit Auflagen wieder geöffnet werden.
- Unter Auflagen zur Hygiene, zur Steuerung des Zutritts und zur Vermeidung von Warteschlangen können folgende Kultureinrichtungen wieder geöffnet werden:
  - Museen, Ausstellungen und Galerien,
  - Gedenkstätten sowie
  - zoologische und botanische Gärten.[301]

### Beschlüsse vom 6. Mai
Grundsätzlich gilt, dass die Öffnungen in der nachfolgend dargestellten Form nur denkbar sind, wenn die geforderten Hygienekonzepte und Abstandsregeln eingehalten werden, und so die Anzahl der Neuinfizierten pro 100.000 Einwohner die Zahl von 50 Infizierten in einer Woche in einem Landkreis / einer kreisfreien Stadt nicht übersteigt. In einem ungünstigeren Verlauf sind erneute Einschränkungen unumgänglich.

#### 1. Kontaktbeschränkungen und Veranstaltungen
Um das Virus weiter einzudämmen und die Zahl der Neuinfektionen klein zu halten, sind weiterhin Kontaktbeschränkungen gültig. Angesichts der niedrigen Infektionsraten werden soziale Kontakte schrittweise erleichtert. So ist es ab dem 9. Mai wieder gestattet, dass sich Personen zusätzlich zu denen aus im eigenen Hausstand lebenden Personen mit Angehörigen eines weiteren Hausstands in der Öffentlichkeit treffen.
Großveranstaltungen sind entsprechend der Vereinbarung der Bundeskanzlerin mit den Regierungschefinnen und -chefs der Länder bis zum 31. August 2020 untersagt. Für Gottesdienste und Demonstrationen gelten bereits Sonderregelungen. Die hessischen Bestimmungen für allgemeine Veranstaltungen sieht vor, ab dem 9. Mai Zusammenkünfte bis 100 Personen unter geregelten Voraussetzungen wieder zu erlauben. Die zuständigen Behörden können ausnahmsweise auch Veranstaltungen mit größerer Teilnehmerzahl genehmigen, wenn die Einhaltung bestimmter Voraussetzungen (bspw. Hygiene- und Abstandsregeln) gewährleistet wird.

#### 2. Schulen
Die Landesregierung hält an ihrem bewährten Kurs einer stufenweisen Öffnung fest. Nach den bereits erfolgten Teilöffnungen orientiert sich das nachfolgende Konzept an den Beschlüssen der Kultusministerkonferenz, der Rechtsprechung sowie den Erfahrungen aus den bisher erfolgten Öffnungen.
Der Stufenplan für die Schulen sieht vor:
- ab 18.05.: Sekundarstufe I, zeitgleich Einführungsphase der Sekundarstufe II und Intensivklassen; 4. Jahrgangsstufe an den Grundschulen
- ab 18.05.: weitere Öffnung der Berufsschulen und InteA-Klassen
- ab 02.06.: Jahrgangsstufen 1 – 3 sowie Vorklassen, Vorlaufkurse und Intensivklassen an Grundschulen

Die Wiederaufnahme des Schulbetriebs der Förderschulen orientiert sich an den Terminen der Grundschulen und der Sekundarstufen. Hierbei ist zu berücksichtigen, dass den Schulen für die Vorbereitung u. a. zur Unterrichtsorganisation der Kleingruppen, Raumverteilung, Einsatzplanung der Lehrkräfte und Umsetzung des Hygieneplans, eine angemessene Zeit eingeräumt werden muss.

#### 3. Hochschulen
Die Hochschulen entscheiden ab dem 9. Mai 2020 im Rahmen ihrer Selbstverwaltung über ihre Öffnung. Präsenzveranstaltungen sind ab diesem Zeitpunkt grundsätzlich wieder möglich, gleichzeitig sollten Online-Angebote weiterhin genutzt werden.

#### 4. Kindertagesbetreuung
Parallel zur Öffnung der Grundschulen ist auch die Betreuung in Kindertagesstätten wieder zu ermöglichen. Wir werden vom System der erweiterten Notbetreuung zu einem Modell des eingeschränkten Regelbetriebes übergehen. Den Schwierigkeiten bei der Umsetzung von Abstandsregeln etc. im Bereich der Kinder im Alter von 12 Monaten bis 6 Jahren ist durch eine besonders sorgsame pädagogische Arbeit und Organisation zu begegnen. Daher bedarf es mehr Vorlaufzeit für die Einrichtungen. Ab dem 9. Mai besteht die Möglichkeit, familiäre Betreuungsgemeinschaften aus bis zu drei Familien zu bilden. In einem ersten Schritt erweitern wir ab dem 11. Mai die Berechtigungen zur Teilnahme an der Notbetreuung. Ab dem 2. Juni sollen die Kindertagesstätten dann im eingeschränkten Regelbetrieb wieder für alle Kinder öffnen.

#### 5. Dienstleistung und Handel
Die Verkaufsflächenbegrenzung von 800 m² im Einzelhandel entfällt ab dem 9. Mai 2020. Stattdessen gilt die Regel, je angefangener 20 m² ist ein Kunde zulässig.
Körpernahe Dienstleistungen wie Friseure, Kosmetikstudios, Massagepraxen etc. dürfen bereits seit dem 4. Mai wieder öffnen.

#### 6. Gastronomie und Tourismus
Ab dem 15. Mai 2020 ist eine Öffnung von Restaurants, Gaststätten, Cafés, Biergärten, Casinos und Spielhallen (innen und außen) unter Beachtung von Abstandsregeln und Hygienekonzepten möglich. Tanzlokale und Discotheken bleiben vorerst geschlossen. Pensionen, Privatzimmer und Hotels können ab dem 15. Mai 2020 zu touristischen Zwecken ihren Betrieb wiederaufnehmen. Zumindest einige der 32 hessischen DJH-Jugendherbergen konnten mit verbesserten Hygienestandards auf einen Neustart vorbereitet werden, Soweit Speisen angeboten werden, gelten die gleichen Voraussetzungen wie für die Gastronomie. Dies gilt auch für die Abstandsregel und die zulässige Personendichte pro Quadratmeter Gastfläche, mit Ausnahme der Gästezimmer. In allen öffentlichen Bereichen (Rezeption, Tagungsräume, Frühstücksraum, Restaurant) müssen die Abstandsregeln zwischen Personal und Gästen sowie der Gäste untereinander eingehalten werden. Ebenso ab dem 15. Mai 2020 können Ferienwohnungen und Campingplätze vermietet und genutzt werden. Dauercamping und Zweitwohnungsnutzung bleiben gestattet. Freizeitparks können ab diesem Tag ebenfalls wieder ihre Pforten öffnen, wenn sie über ein umfassendes Hygienekonzept verfügen. Schwimmbäder und Saunen etc. bleiben geschlossen.

#### 7. Sport und Freizeit
Ab dem 9. Mai 2020 kann Sport wieder ausgeübt werden, sofern er u. a. kontaktfrei ausgeübt wird, ein Mindestabstand von 1,5 Metern zwischen Personen eingehalten wird, Hygiene und Desinfektionsmaßnahmen beachtet und keine Dusch- und Waschräume etc. genutzt werden. Ebenso erlaubt wird der Trainings- und Wettkampfbetrieb des Spitzen- und Profisports in Abstimmung mit den Ligen, sofern diesem ein umfassendes Hygienekonzept zugrunde liegt. Indoorspielplätze, Kletter- und Turnhallen, Kegelbahnen einschließlich Bowling und Squash können ab dem 9. Mai 2020 unter vergleichbaren Voraussetzungen wieder ihre Tore öffnen bzw. gespielt werden. Fitnessstudios können ab dem 15. Mai 2020 wieder öffnen. Für den Sport und die weiteren Freizeitangebote müssen selbstredend in besonderem Maße die Hygienekonzepte den spezifischen Anforderungen gerecht werden.

#### 8. Theater, Museen, weitere Kultureinrichtungen
Unter den für Veranstaltungen genannten Voraussetzungen können Theater, Opern- und Konzerthäuser sowie weitere Kultureinrichtungen ebenfalls ab dem 9. Mai 2020 wieder öffnen. Davon ausgenommen sind aufgrund der erhöhten Infektionsgefahr weiterhin Veranstaltungen und Konzerte, bei denen Abstandsregeln realistischer Weise nicht eingehalten werden können. Dazu gehören Bars, Clubs und Discotheken, unabhängig von ihrer Größe.

#### 9. Spielhallen, Casinos und Wettbüros
Spielhallen, Casinos und Wettbüros können ebenfalls ab dem 15. Mai 2020 ihre Geschäfte wiederaufnehmen.

### Hilfspaket vom 20. Mai
Es wurde ein Hilfsprogramm für die Kreativwirtschaft aufgelegt, von dem Künstler, Soloselbständige, Musik und KMUs in diesem Bereich profitieren sollen.

### Beschlüsse vom 26. Mai
- Kita: Eingeschränkter Regelbetrieb, ab 02.06
- Gastronomie: Wegfall 5-Quadratmeter-Regelung, ab 28.05
- Hotels: Öffnung Sauna und Pools für Übernachtungsgäste ab 28.05
- Schwimmbäder: Öffnung für Vereine und Schwimmkurse ab 01.06
- Behindertenwerkstätten: weitergehende Öffnung ab 02.06
- Jugendhilfeeinrichtungen: Besuch wieder möglich ab 02.06
- Krankenhäuser: Konzept zur Erkennung, Verhütung und Bekämpfung des Corona-Virus verpflichtend vorgeschrieben ab 28.06

### Beschlüsse vom 10. Juni

#### Kontaktlockerungen ab 11. Juni
- Es dürfen sich Gruppen von maximal 10 Personen im öffentlichen Raum treffen – unerheblich, aus wie vielen verschiedenen Hausständen sie stammen, oder wie bisher die Angehörigen zweier Hausstände.
- Bei privaten Zusammenkünften unterhalb der Veranstaltungsschwelle entfällt die bisherige Begrenzung auf einen engen privaten Kreis. Die Bürgerinnen und Bürger bleiben gleichwohl aufgerufen, auch im häuslichen Bereich eigenverantwortlich auf eine Begrenzung ihrer persönlichen Kontakte zu achten.
- In Geschäften, Gottesdiensten, Kultureinrichtungen, Veranstaltungsräumen, Gaststätten muss sichergestellt werden, dass der gebotene Mindestabstand von 1,5 Metern eingehalten werden kann.

#### Schulbetrieb ab 22. Juni
- Für alle Jahrgänge der Grundschule und der Grundstufen der Förderschule wird der tägliche Präsenzunterricht wiederaufgenommen. Der Unterrichtsvormittag deckt mindestens vier Zeitstunden für die Klassen 1 und 2 sowie fünf Zeitstunden für die Klassen 3 und 4 ab.
- Jede Klasse nutzt mit demselben Lehrpersonal einen fest zugewiesenen Raum und bildet eine konstante Lerngruppe. So wird es möglich, das Abstandsgebot aufzuheben. Gleichwohl gelten auch innerhalb dieser Gruppen weiterhin die erforderlichen Hygienevorgaben.
- Die Schulbesuchspflicht wird bis zu den Sommerferien ausgesetzt. Das bedeutet, dass Eltern selbst entscheiden können, ob ihr Kind am Präsenzunterricht teilnimmt oder ob es weiterhin zu Hause lernen soll. Die unterrichtsersetzende Lernsituation („Home-Schooling“) wird auch für Schülerinnen und Schüler, die aufgrund einer Vorerkrankung nicht am Präsenzunterricht teilnehmen, fortgeführt, sowie für Kinder oder Klassen, für die aufgrund einer Infektion Quarantäne angeordnet wird.
- Mit der Rückkehr zur Fünf-Tage-Woche an den Grundschulen entfällt für die Jahrgänge 1 bis 4 die Notfallbetreuung in den Schulen. Für die Jahrgangsstufen 5 und 6 wird die Notfallbetreuung bis zu den Sommerferien (also bis 3. Juli) fortgeführt.

### Beschlüsse vom 3. Juli
Für den 6. und 15. Juli wurden mehrere Änderungen beschlossen. Diese betrafen Beschränkungen bei Veranstaltungen, in Theatern und Kinos sowie Besuchsmöglichkeiten in Krankenhäusern, Kliniken und Behindertenwerkstätten. Die Regeln gelten zunächst bis zum 16. August:

#### Kontakt- und Betriebsbeschränkungen ab dem 6. Juli
- Bei Veranstaltungen wie Messen oder Konzerten sowie in Theatern und Kinos wird die Fünf-Quadratmeter-Regel für Sitzplätze und die Zehn-Quadratmeter-Regel für Stehplätze aufgehoben. Grundsätzlich gilt, dass der Mindestabstand von 1,5 Metern eingehalten werden muss. Als Richtgröße sollen für jede Person drei Quadratmeter zur Verfügung stehen. Davon kann beispielsweise in Theatern und Kinos abgewichen werden, wenn ein Hygienekonzept vorliegt, das Schutzmaßnahmen wie das Tragen einer Alltagsmaske vorsieht.
- Auch der Besuch von Sportveranstaltungen und -wettkämpfen ist unter Einhaltung der Drei-Quadratmeter-Regel und eines Hygienekonzeptes wieder möglich.
- Die Zehn-Quadratmeter-Regel für Geschäfte wird ebenfalls aufgehoben. Der verpflichtende Mindestabstand von 1,5 Meter bleibt aber bestehen. Als Richtgröße sollen auch hier für jede Person drei Quadratmeter zur Verfügung stehen.
- Weiterhin gilt, dass zwei Hausstände bzw. maximal zehn Personen sich gemeinsam ohne Mindestabstand bei Veranstaltungen und im öffentlichen Raum aufhalten können.
- Bei Veranstaltungen in geschlossenen Räumen, bei denen Zuschauerplätze eingenommen werden, sollen die Sitzplätze personalisiert vergeben werden, um eine Rückverfolgung im Fall einer Infektion zu ermöglichen. Das gilt nicht für Tischgesellschaften.
- Vereins- und Versammlungsräume können wieder genutzt werden. Auch in Umkleidekabinen entfällt die Fünf-Quadratmeter-Regel. Stattdessen gelten die allgemeinen Abstandsvorgaben von 1,5 Metern.
- Das Grillen und Picknicken in der Öffentlichkeit ist grundsätzlich wieder erlaubt.
- Veranstaltungen mit mehr als 250 Besucherinnen und Besuchern müssen weiterhin vom Gesundheitsamt genehmigt werden.
- Öffentliche Tanzveranstaltungen bleiben verboten.

#### Besuche in Krankenhäusern, Kliniken und Behinderteneinrichtungen ab dem 15. Juli
- Besuche in Rehakliniken sind uneingeschränkt möglich.
- In Krankenhäusern darf der Patient oder die Patientin in den ersten sechs Tagen insgesamt zwei Besuche empfangen. Pro Besuch dürfen maximal zwei Personen kommen. Ab dem siebten Tag darf täglich Besuch von maximal zwei Personen empfangen werden.
- Werkstätten für Menschen mit Behinderungen dürfen von allen Bürgerinnen und Bürgern betreten werden, sofern sie gesund sind und keinen Kontakt zu COVID-Patienten hatten.